# Cond
Cond ist der älteste der vier Stadtteile der Kreisstadt Cochem im rheinland-pfälzischen Landkreis Cochem-Zell.

## Politik

### Wappen

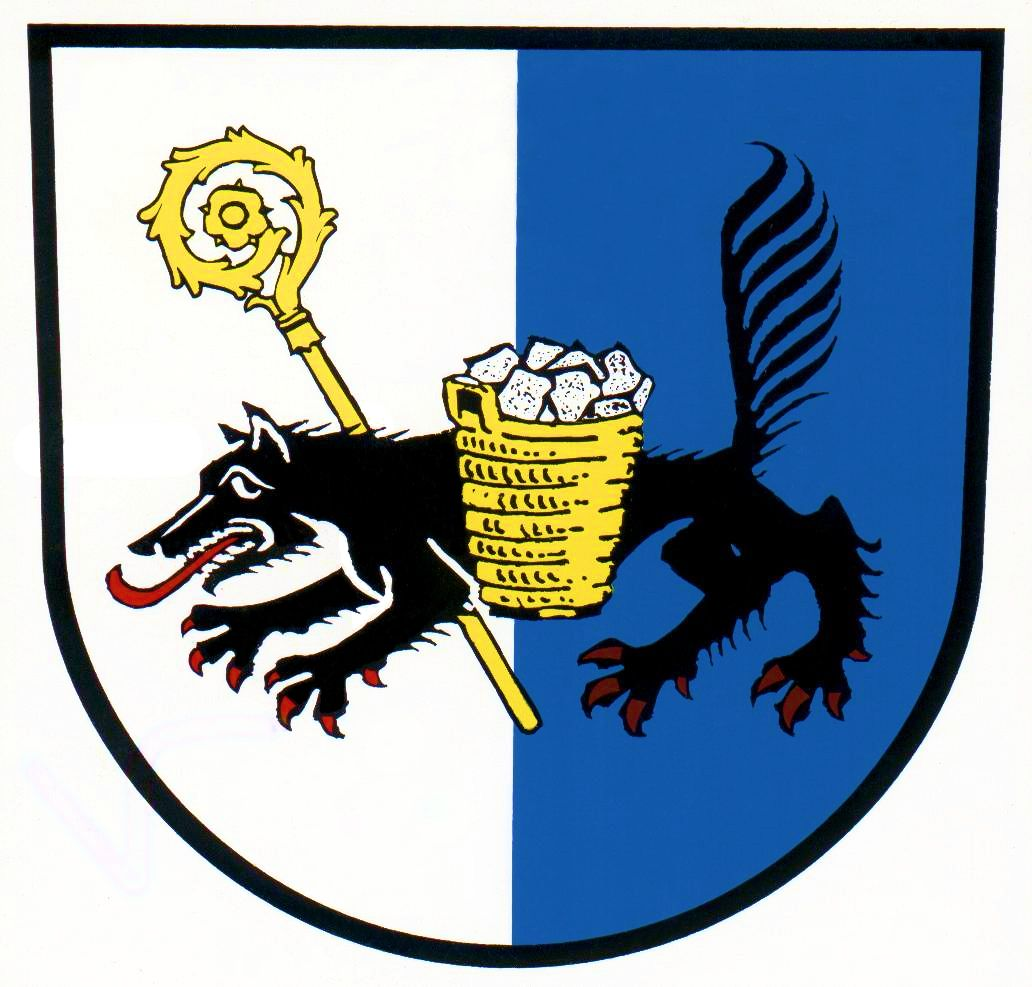

Blasonierung: Weiß-blau geteiltes Wappen der Dorfgemeinschaft Cond schwarz umrandet. Es bildet den vom heiligen Remaclus bezwungenen, rot bewehrten schwarzen Wolf ab, der in einem goldenen Korb die grauen Steine für den Klosterbau trägt. Der goldene Bischofsstab weist auf die Bischofswürde des St. Remaclus hin. Offiziell gilt für Cond das Wappen der Stadt Cochem

## Geschichte

### Jungsteinzeit
Der rechts von Cochem im Cochemer Krampen gelegene Stadtteil Cond wurde bereits früh von Menschen besiedelt. Hierauf deutet der Fund eines Steinbeils aus dem 3. Jahrtausend v. Chr. (späte Jungsteinzeit/frühe Bronzezeit).

### Kelten und Römer
Um 50 vor Christus kamen die Römer bei der Eroberung Galliens auch in den Moselraum. Die eisenzeitliche Bevölkerung der Kelten (Gallier) vom Stamm der Treverer vermischte sich mit der römischen Bevölkerung, wodurch sich eine gallorömische Mischkultur bildete. Die lateinische Sprache der Römer, die auch den für viele Moselorte wie Cond prägenden Weinbau mitgebracht hatten, verband sich mit der keltischen, und so entwickelte sich die Moselromanische Sprache. Die Moselaner nannte man zu dieser Zeit Galloromanen (Moselromanen). Condedunum, der alte Ortsname für Cond, wurde im Jahre 857 erstmals urkundlich erwähnt. Keltische Ortsnamen endeten häufig auf -dunum („befestigter Ort“). Den Begriff übernahmen die Römer von den Kelten. Als Nachweise der römischen Besiedelung in Cond gelten die im alten Dorfkern aufgefundenen Dachziegel sowie der Fund einer Villa rustica in der Conder Mark.

### Franken
Im 5. Jahrhundert nach Christus, die Römer hatten sich bereits zurückgezogen, kamen die Franken (Germanen) auf ihren erfolgreichen Eroberungszügen an die Mosel. Ihre frühe Anwesenheit in Cond ist durch zwei fränkische Grablegen nachgewiesen. Sie übernahmen nicht nur den Weinbau der einheimischen Bevölkerung, sondern auch deren Christentum römischer Prägung, und die beiden Sprachen verbanden sich schließlich zum heute noch gesprochenen Moselfränkischen. Der Ritter Willefried und sein Neffe Leodin, die dem fränkischen Adel entstammten, sind die ersten mit Namen bekannten Conder, die 857 ihre Kirche der Abtei Stablo verschenkten. Erst am 24. Juni 1130 sind wieder Conder mit Namen während der Neugründung des Klosters Ebernach belegt. Als Zeugen werden ein Heinrich und ein Engelbert genannt (Henricus et Ingelbertus de Kondena).
Für die erste Hälfte des 14. Jahrhunderts finden sich auf einem Wappen der Cochemer Burgmannen im Verzeichnis des Trierer Kurfürsten die Worte pueri de konde, was übersetzt Junge, Knabe oder auch Diener heißt. Im Jahr 1331 ist weiterhin ein aus Cond stammender Gerhard armiger belegt; übersetzt aus dem Lateinischen bedeutet es, „bewaffnet“ oder „Bewaffneter“. Ob er auch als Burgmann tätig war, ist nicht gesichert.

### Dreißig- und Achtzigjähriger Krieg
Ab 1563 veranlasste die Kurtrierische Verwaltung für den Amtsbezirk Cochem die ersten Volkszählungen in Cond, dabei war die Anzahl der Herdstellen zu ermitteln, die mit dem Faktor fünf multipliziert wurde, um auf die in Cond lebenden Personen zu schließen. 1563 wurden 350 Personen gezählt, 1623 waren es 280 Personen und bei der letzten Zählung 1654 noch 125 Personen. Der erste Rückgang wird auf den Achtzigjährigen Krieg zwischen Spanien und den Niederlanden (1568–1648) zurückgeführt, da die Truppen dieser beiden Länder angst- und schreckenverbreitend durch das Moseltal und die Eifel gezogen waren. Ein weiterer starker Rückgang wird auf die Auswirkungen des Dreißigjährigen Krieges (1618–1648) zurückgeführt, wovon besonders die ärmeren Einwohner betroffen waren.

### Erbfolgekrieg
Im Oktober 1688 suchten französische Truppen im Zuge des Pfälzischen Erbfolgekrieges (1688–1697) Cochem heim, um Stadt und Burg einzunehmen. Im Mai 1689 sprengten die Soldaten Ludwig XIV. die Burg, konnten allerdings noch einmal für kurze Zeit aus der Stadt vertrieben werden. Am 26. August 1689 kamen die französischen Soldaten zurück, plünderten die Stadt zündeten die Häuser der Bewohner an und massakrierten Männer, Frauen und auch Kinder. Der Stadtschreiber Johann Anton Schwang berichtete: „Die ganze Stadt wurde schließlich ausgeraubt und geplündert und vollständig wie Sodom und Gomorra nidergebrannt... und das noch am Feste Maria Geburt am 8. September die Plünderer nach Condt gekommen wären um übriges Gut und die Glocke der Siedlung mitzunehmen... Mit den Booten der Condter machten sie sich davon, um so noch größeren Schaden anzurichten“. Die Folgen waren ein weiterer Rückgang in der Bevölkerung, der erst Jahre später durch Zuzug neuer Familien nach Cond wieder ausgeglichen werden konnte. 1720 lebten in Cond 165, 1778 230 und 1808 zählte man wieder 257 Einwohner.

### Franzosenzeit (1794–1814)
Ab 1789 zogen viele Aristokraten in Folge der Französischen Revolution über die Grenze in das benachbarte deutsche Kurfürstentum Trier. Schätzungsweise 5000 der adligen Emigranten zog es allein nach Koblenz. 1791 nahm man die Familie des Königs Ludwig XVI. auf der Flucht nach Varennes gefangen und brachte sie zurück nach Paris. Österreich und Preußen sahen sich zum Handeln gezwungen, was die Pariser Volksmassen so sehr erzürnte – aufgeheizt durch Stimmungsmache der radikalisierten Jakobiner – dass Frankreich zunächst Österreich und kurze Zeit später auch Preußen den Krieg erklärte. Im selben Jahr rückten preußische Koalitionstruppen (der Mosel entlang) und Österreicher (über die Österreichischen Niederlande) nach Frankreich ein, mussten sich jedoch nach der Kanonade von Valmy zurückziehen. Nach den Hinrichtungen von Königin Marie-Antoinette und König Ludwig XVI. (beide 1793) sowie Robespierres im Jahre 1794 formierten sich die franz. Revolutionstruppen und marschierten schließlich am 9. August 1794 in Trier ein. Am 17. Oktober erreichten sie Cochem, am 23. Oktober Koblenz, die Mosel wurde französisch, und es begann die 20 Jahre andauernde Franzosenzeit von 1794 bis 1814. Nachdem auch Österreich im Jahre 1797 durch französische Streitkräfte in Italien besiegt worden war, musste es im Friedensvertrag von Campo Formio der Annexion des linken Rheinufers durch Frankreich zustimmen.
Zunächst dachte Frankreich über die Bildung einer Schwesterrepublik am linken Rheinufer nach, die Cisrhenanische Republik (die diesseits des Rheines gelegene Republik) sollte als Pufferstaat zwischen Frankreich und Preußen dienen. Jedoch konnten sich im Laufe des Jahres die Befürworter einer Annexion des besetzten Gebietes durchsetzen, und daher wurden 1798 die linksrheinischen Gebiete – ebenso wie in Frankreich – in Départements eingeteilt. Zum neu gegründeten Département de Rhin-et-Moselle (deutsch: Rhein-Mosel-Departement) gehörten von nun an die Osteifel, die Untermosel, ein Teil des Mittelrheins von Bingerbrück bis Bonn sowie der östliche Hunsrück. Hauptstadt und Sitz der Präfektur des Départements war Koblenz.
Die Verwaltungseinheiten für Cond gliederten sich ab 1804 wie folgt:
- Département de Rhin-et-Moselle (Rhein-Mosel-Departement)
- Arrondissement de Coblence (Arrondissement Koblenz)
- Mairie Cochem (Bürgermeisterei Cochem ab 1803, bis dahin Mairie Treis)
- Commune de Cond (Gemeinde Cond)
- Die Einwohner von Cond waren französische Staatsbürger (Citoyens).
- Geltende franz. Gesetzesbücher:
  - Code civil (Bürgerliches Recht)
  - Code de Commerce (Handelsrecht)
  - Code pénal (Strafrecht)

Die Bürger hatten Steuern zu zahlen, für die Männer galt die Wehrpflicht (Levée en masse, man konnte allerdings Ersatz schicken, wenn man jemanden gegen Geld fand). Man führte die standesamtliche Eheschließung ein, mittels Tauf- und Sterberegister wurden Geburten und Todesfälle dokumentiert, und die Schulaufsicht übertrug man dem Staat. Viele frühere Beamte des Kurfürsten fanden nun Arbeit bei der französischen Verwaltung, aber nur nachdem sie vorher den Eid auf die Verfassung der Republik geschworen hatten. Jedoch traute man ihnen wohl nicht auf allen Ebenen, sowohl der Finanzprüfer Lebon als auch der Gerichtsvollzieher und Gemeindeeinnehmer Despleix wurden auf Weisung Frankreichs nach Cochem geschickt. Dass Conder auch „bei der Fahne“ gedient hatten, belegt die Auszeichnung, die Johannes Hieronimi aus Cond (1784–1861) für seine Verdienste (er wurde 1809 bei Kämpfen in Saragossa am Arm verletzt) noch nach Jahren erhielt. Noch über 50 Jahre später verlieh ihm Napoleon III. die Sankt Helena-Medaille für seine Verdienste unter Napoleon I.
Nach einem Konsularbeschluss durch Kaiser Napoleon I. wurden im Jahre 1802 während der Säkularisation alle kirchlichen Orden aufgelöst, auch das Trierer Erzbistum; deren Vermögen zog man ein und versteigerte es in den Folgejahren. Allerdings war es so, dass diejenigen, die vorher schon gut finanziell dastanden, es auch dieses Mal wieder taten. Frankreich brachte zwar den Freiheitsgedanken, aber der ärmeren Bevölkerung nicht die Chancengleichheit, Kapitalismus und Verdrängung statt sozialer Aufstieg. Die Pfarrei Cond gehörte von da an zum Bistum Aachen, blieb es aber nur kurz, denn schon 1821 sollte sie zum Bistum Trier zurückkehren.
Wurde früher nur Moselfränkisch gesprochen, sickerte nun auch so langsam die französische Sprache in den Sprachschatz der „Moselaner“: Begriffe wie Gendarm, Trottoir (Bürgersteig) oder Portemonnaie (Geldbeutel) sind den meisten auch heute noch bekannt. Beispiele für Vermischungen franz. Worte mit Moselfränkischem Dialekt sind Begriffe wie, Pont (von pont volant, wörtlich: fliegende Brücke (für Wagenfähre)), aus der Lameng (aus dem Handgelenk), die Poart (la porte, die Tür), sich eschoffeere (s’échauffer, sich aufregen) oder disbedeere (disputer, diskutieren).
1812 verlor Napoleon seinen Russlandfeldzug, Preußen und Österreicher schlossen sich den Russen an und siegten so während der Völkerschlacht bei Leipzig im Jahre 1813. Die Franzosen drängte man rasch zurück über den Rhein, und so konnten die Preußen bereits im Frühjahr 1814 wieder in Cochem einmarschieren. Die erfolgreichen Siegermächte teilten sich die Mosel auf, alles Linksseitige kam unter preußische Zivilverwaltung, und alles rechts der Mosel wurde von Österreichern und Bayern kontrolliert. Der Begriff Estreijer (für die Conder Österreicher) stammt aus dieser Zeit und kann wohl als lokale Neckerei verstanden werden. Cond schlug man damals dem Amt Treis zu. Nach dem Ende des Wiener Kongresses im Jahre 1815 wurde das Rheinland als Rheinprovinz dem Königreich Preußen zugeschlagen.

### Deutscher Bund (1815–1866)
Um dem neuen Frieden in Europa eine Ordnung zu geben, rief man auf dem Wiener Kongress den Deutschen Bund ins Leben. Dieser Staatenbund bestand aus souveränen Fürsten und freien Städten Deutschlands, einschließlich des Kaisers von Österreich, sowie der Könige von Preußen, Dänemark und der Niederlande. Die vormalig kurtrierischen Gebiete gehörten nun größtenteils zu Preußen. 1822 gliederte man die Mosel, die Eifel und den größten Teil des Hunsrücks in die neu geschaffene Rheinprovinz ein, und Koblenz wurde Sitz des Oberpräsidenten und der Provinzialregierung.
Die von Frankreich durchgeführte Kirchenenteignung beließ man, ebenso wie die neue Rechtsordnung, das Zivil- und Handelsrecht, der Code civil wurde Basis für das Bürgerliche Gesetzbuch. Die alten Verwaltungsebenen verschwanden, der Kreis wurde neues Zentrum der Verwaltung, seinen Vorsitz übernahm der Landrat als Vertreter der Staatsgewalt. Cond wurde zunächst der Bürgermeisterei Treis zugeschlagen, 1860 kam es dann zu Cochem-Land, um dort bis zur Eingemeindung mit Cochem im Jahre 1932 zu bleiben.
War der deutsche Wirtschaftsraum zu Beginn des Deutschen Bundes noch stark zersplittert, Preußen war noch kein zusammenhängendes Staatsgebiet, die wirtschaftlichen Verhältnisse noch uneinheitlich, so sollte durch Gründung des Deutschen Zollvereins die Grundlage für einen wirtschaftlichen Binnenmarkt geschaffen werden. Bis dahin gab es in Deutschland 38 Zoll- und Mautlinien sowie ca. 1800 Zollgrenzen, der Zollvereinigungsvertrag trat am 1. Januar 1834 in Kraft und hob diese wirtschaftlichen Barrieren auf.
Dieser Umstand, und die mehrere Jahrzehnte anhaltende Friedensphase bewirkten einem wirtschaftlichen Aufschwung in der Moselgegend. Für die Einwohner von Cond die traditionell immer schon Acker- und Weinbau betrieben, bedeutete dies einen moderaten Wohlstand. Landwirtschaftliche Erträge dienten der Selbstversorgung oder um Steuern zu begleichen, die Gewinne aus dem Weinbau hingegen nutzte man für die notwendigen Gerätschaften oder um Rücklagen zu bilden. Missernten oder geringe Qualität des Weines bereiteten den Winzern mitunter große Schwierigkeiten. Witterungsbedingte Ernteausfälle in den Jahren 1846/1847 (vorausgegangen war schon die seit 1844 grassierende Kartoffelfäule) führten zu einer dramatischen Verschlechterung der Ernährungssituation bei der Bevölkerung. Der resultierende Ärger der Menschen entlud sich schon bald in Protestaktionen wie dem Berliner Kartoffelaufstand und wurde so zum Wegbereiter für die Deutsche Revolution 1848/1849. In Cochem ließ Bürgermeister Joseph Franz Keiffenheim 1846 eine öffentliche Suppenküche einrichten, um die größte Not zu lindern, viele machten sich als Auswanderer auf den Weg nach Amerika. Unter den ersten Condern, die gingen, waren die Familie Peter Graefen (1844), Johann Peter Kölsch (1846), Agnes Bootz (1847) und Carl Joseph Friedrichs der 1850 folgte. Bekannt ist, dass nicht alle dort geblieben sind, manche trieb die Verbundenheit zur Heimat oder das Heimweh noch nach Jahren wieder zurück an die Mosel.
Der ebenfalls in Cond geborene Louis Alois Goebel (1831–1907) blieb in Amerika, ging über New York nach Marietta (Ohio), wo er Leiter einer Stuhlfabrikation wurde. Dort heiratete er Maria Schilling (1838–1894), eine Tochter preußischer Einwanderer, und bekam 11 Kinder mit ihr. 1865 verließ Louis (den Namen hatte er sich bei der Einreise gegeben) die erste Firma und gründete zusammen mit dem aus Rennerod stammenden Martin Schmidt eine Möbelhandlung namens No.206, Front Street, welche bald zur ersten Adresse für „erlesene Möbel“ wurde. Im zu Ehren heißt der Platz an der Stelle seines früheren Wohnhauses noch heute Goebel Place. Aufzeichnungen der damaligen Bürgermeisterei Treis zeigen, dass zwischen 1845 und 1854 insgesamt 48 Einwohner Conds eine Bewilligung zur Ausreise erhielten. Bei den 445 Einwohnern im Jahre 1840 entspricht dies einer Auswandererqoute von fast 11 %, gegenüber 4 % im Durchschnitt der restlichen Rheinprovinz.

### Norddeutscher Bund (1866–1871)
Nachdem Preußen und seine Verbündeten 1866 im Deutschen Krieg gegen Österreich als die führende Nation des Deutschen Bundes gesiegt hatten, wurde dieser als Folge aufgelöst. Nachfolger (im nichtrechtlichen Sinne) wurde der Norddeutsche Bund (1866–1871). Sein Gebiet umfasste alle preußisch kontrollierten deutschen Staaten nördlich der Mainlinie, einschließlich der von Preußen im selben Jahr annektierten Gebiete (Hannover, Kurhessen (Hessen-Kassel), Nassau und Frankfurt am Main). Einziger Bundeskanzler des Norddeutschen Bundes war der preußische Ministerpräsident Otto von Bismarck. Bei den Feldzügen in Österreich im Juni/Juli 1866 war u. a. das 6. Rheinische Infanterie-Regiment Nr. 68 der preußischen Armee aus Koblenz beteiligt.
In Cochem erwarb der Berliner Kaufmann und spätere Geheime Kommerzienrat Louis Ravené am 26. September 1868 die Ruine der Reichsburg Cochem für 300 Goldmark, um sie wieder aufbauen zu lassen. Ebenfalls 1868 stellte der Gemeinderat von Cond Überlegungen an, den seit 1847 existierenden Fußweg zur Brauselay zu verbreitern und als Moselweg bis Valwig auszubauen, die Finanzierung hierzu gestaltete sich jedoch schwieriger als angenommen. 1869 wurde von freiwilligen Gemeindemitgliedern der bestehende Weg über den Conder Berg entlang des Schuweracker Hofs nach Valwig in einer Breite von 14 Fuß ausgeführt. Am 1. Januar 1870 beschloss man die Einrichtung eines Fährbetriebes zwischen Cochem und Cond. Unter den Gefallenen aus dem Deutsch-Französischen Krieg (1870/71) befinden sich neun Cochemer, ein Sehler und der Soldat Joseph Zenz aus Cond. Der Musketier Peter Völker aus Cond nahm bei der Schlacht an der Hallue (23.–24. Dezember 1870) teil und wurde durch einen Gewehrschuss am Bein schwer getroffen, Philipp Völker, ebenfalls aus Cond, nahm an der Schlacht bei Gravelotte (18. August 1870) teil und erlitt einen Gewehrschuss in den Oberschenkel.

### Deutsches Kaiserreich (1871–1918)
In Cochem begannen im Juli 1874 die Bauarbeiten an dem mit 4205 m längsten zweigleisigen Tunnel aller preußischen Staatsbahnen, dem Kaiser-Wilhelm-Tunnel. Cond jedoch bleibt weiterhin die verkehrstechnische Anbindung betreffend isoliert hinter Cochem zurück. Um diese Not zu lindern, wurde 1873 ein weiterer Beschluss zum Bau eines Moselweges von Cond nach Bruttig gefasst, der allerdings wieder bei der Umsetzung scheiterte, „da der bestehende Fußweg ja breit genug wäre, um ihn zu passieren“. 1889 hatte man die Idee, einen durchgängigen Weg von Valwig nach Cond zu bauen, wenn gleichzeitig ein Weg von Beilstein nach Valwig gebaut würde, um eine Durchgängigkeit auf der rechten Moselseite bis Cond zu erreichen. Fertiggestellt wurde der Weg im Jahre 1893, nachdem man die Auftragsarbeiten an den Cochemer Kaufmann Andreas Fellenz übertragen hatte.

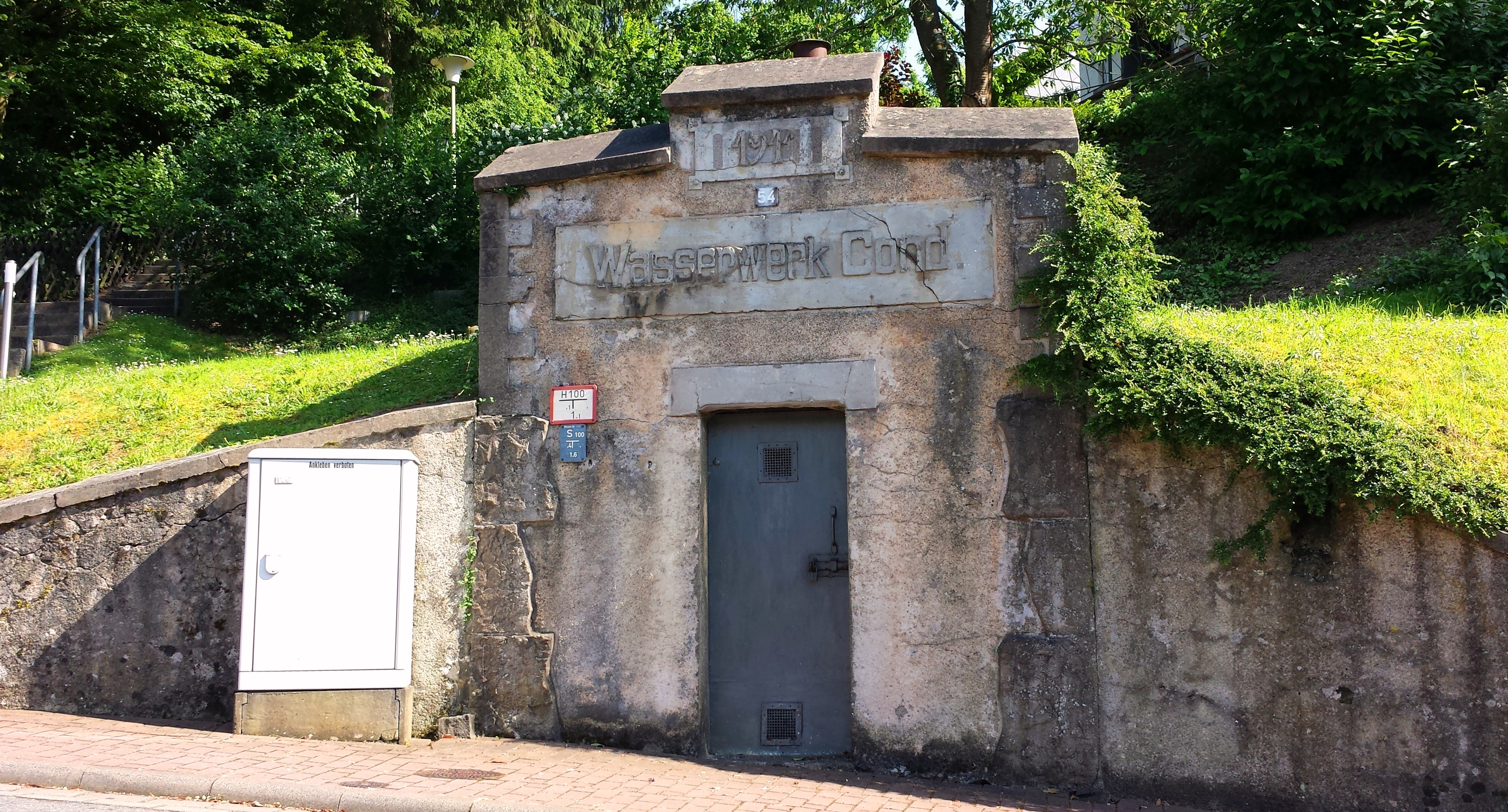
Wasserwerk in Cond gebaut 1911

1904 empfahl der Landrat eine für ganz Cond funktionierende Wasserversorgung, der Beschluss wurde 1905 gefasst, und man begann mit den notwendigen Arbeiten. Jedoch fand man erst 1909 geeignete Quellen, die sich zu alledem auch noch auf Privatgrund befanden. Der erforderliche Hochbehälter wurde 1911 in Obercond fertiggestellt. Die Nutzung der neuen Wasserversorgung war freiwillig, der Bezug kostete 25 Pfg/m³. Die Versorgung mit elektrischem Strom in Cond wurde bereits 1910 nach Auftragsvergabe an die Baierischen E-Werke in Trier hergestellt.
1914 brach der Erste Weltkrieg aus, das Kaiserreich wurde auf Kriegswirtschaft umgestellt, und Cond musste – ebenso wie andere Gemeinden – seiner „Versorgungsverpflichtung“ für die kämpfenden Truppen nachkommen. Selbst Kinder wurden 1915 an der Heimatfront unter Befreiung vom Schuldienst zum Bestellen der Frühjahrsfelder herangezogen. Allein im Juni 1916 musste Cond 200 Zentner Kartoffeln abliefern, und ab September desselben Jahres mussten Kinder auf ministerialen Beschluss hin Bucheckern für die Ölgewinnung sammeln. Bei einer Bevölkerung von 630 Einwohnern wurden 129 Männer zum Dienst eingezogen, 22 von ihnen kamen nicht mehr lebend zurück. Im Januar 1918 wurde die ohnehin schon schwierige Situation durch ein Moselhochwasser weiter verschlimmert, die an den Moselufern gelegenen Gärten wurden dabei überflutet.

### Weimarer Republik (1918–1933)
Nach dem Ende des Ersten Weltkriegs wurden in Cochem vom Dezember 1918 bis September 1919 amerikanische Truppen stationiert, das Verhältnis der Bevölkerung zu ihnen wurde als gut bezeichnet. Weihnachten 1919 ereignete sich ein weiteres Moselhochwasser, das im Januar 1920 mit 10,12 Metern Pegelstand (dem dritthöchsten je gemessenen) noch übertroffen wurde. 1921 folgte ein Jahr der Dürre, die Schifffahrt kam zum Erliegen, und die Ernten fielen sehr gering aus.
Ab 1924 wurde im Gemeinderat über den Bau einer Moselbrücke nachgedacht, was allerdings langjährige Planungsaufgaben nach sich zog.

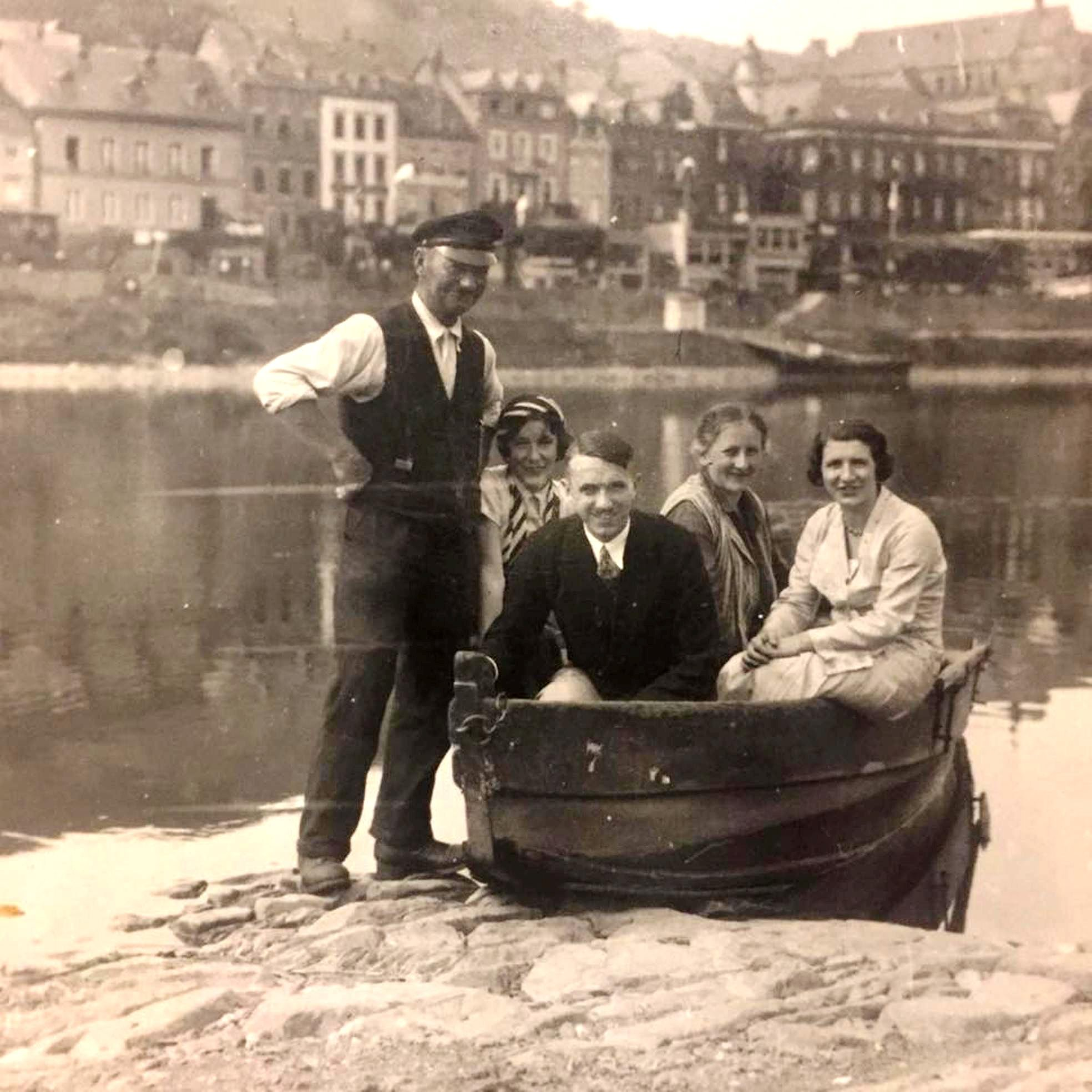
Fährmann Matthias „Mattes“ Bremm aus Cochem-Sehl am Conder Fährufer um 1935 mit Fahrgästen.

 Der „Gemeinnützige Bauverein e. V.“ wurde 1926 gegründet, in Obercond wurden Wohnhäuser in der Kapellenstraße gebaut, die „Siedlung“, auch teilweise „Eisenbahnersiedlung“ genannt (dort wohnten viele Reichsbahnbedienstete) entstand. Am 23. Januar 1927 wurde die neue Moselbrücke eingeweiht, die Cochem und Cond verkehrstechnisch verbindet. Die letzte Fähre, die „alte Pont“ genannt, stellte bereits in der Woche zuvor ihren Dienst ein. Da sich aber nicht alle von der Fähre trennen wollten, erlaubte man dem Sehler Fährmann „Mattes“ Matthias Bremm den Pachtbetrieb eines Fährnachens während der Sommerzeit, den er bis 1937 aufrechterhielt. Er rettete insgesamt 15 Menschen vor dem Ertrinken, wofür man ihm eine Verdienstmedaille verlieh. Bedingt durch die neue Anbindung nach Cond begann man 1928 mit dem Bau der Weinbauschule an der Bergstraße. 1929 folgte der Neubau des Finanzamts an der Uferstraße.
Durch Ministerialbeschluss vom 13. Juli 1932 wurde die Eingliederung der Gemeinden Cond und Sehl in die Stadt Cochem zum 1. Oktober 1932 verfügt.

### Deutsches Reich (1933–1945)
Am 30. Januar 1933 gelangten die Nationalsozialisten mit ihrer Nationalsozialistischen Deutschen Arbeiterpartei (NSDAP) an die Macht. Mittels Gleichschaltungsmaßnahmen-(Gesetze) wurden Minister, Abgeordnete und Staatsbeamte ausgeschaltet, Land- und Kreistage sowie Gemeinderäte wurden aufgelöst, die föderalen Strukturen aufgehoben, und aus der Weimarer Republik wurde eine Diktatur. Die nun freigewordenen Posten wurden in allen Verwaltungsebenen durch nachrückende NSDAP-Mitglieder besetzt. Von diesen Maßnahmen war wenige Wochen später auch der Oberpräsident der preußischen Rheinprovinz Johannes Fuchs betroffen. Seinen unfreiwilligen Ruhestand verbrachte er zusammen mit seiner Frau Hedwig in Cond in der Valwiger Straße 39.
In Vorbereitung auf die neue Ideologie der Nationalsozialisten versuchte man in Cond schon früh, Schulkindern die neue Denkweise näherzubringen. Bei politischen Ereignissen hörte man gemeinsam Rundfunk, während der Sonnenwendfeier hielt man Sportfeste ab, und des Geburtstages des Führers wurde während eines Wandertages gedacht. Im Kreis Kochem wurden in dieser Zeit alle Lehrer auf den Führer vereidigt und die Kreuze in den Schulen mussten abgehängt werden.
Ab September 1935 durften bei kirchlichen Ereignissen wie der Fronleichnamsprozession gemäß Reichsflaggengesetz keine Kirchenfahnen mehr aufgehängt werden, woran sich aber nicht alle hielten. Die Außenstelle des Sicherheitsdienstes der SS in Cochem unterstellte den Teilnehmern solcher Prozessionen eine positive Haltung zum Glauben, aber eine negative gegenüber Staat und Partei, weswegen die Teilnahme unerwünscht gewesen sei. 1937 begann man mit der Errichtung des „Moselstadions“ am alten Conder Markweg (heute Stadionstraße). Ab 1938 wurden kirchliche Vereine, wie der „Kindheit-Jesu-Verein“, der „Marienverein“ oder der Mütterverein, verboten.
Als der alte Pastor Bischof 1938 starb, kam mit Pastor Ziegler im selben Jahr ein Kirchenmann in die Gemeinde, der den Nationalsozialisten nicht genehm war. War er noch zuvor aus der Pfarrei Langsur ausgewiesen worden – er fand wohl allzu deutliche Worte gegen den Nationalsozialismus – so musste er bereits 1939 zweimal bei der Geheimen Staatspolizei(GeStaPo) in Koblenz vorstellig werden. 1941 wurde er verhaftet und in das KZ Dachau gebracht, wo er 1944 als Folge der Lagerhaft starb.
Am 1. September 1939, am Tag der Conder Kirmes, brach der Zweite Weltkrieg aus. Den ersten toten Soldaten Hans Michels beklagte man im Mai 1940. Bis Kriegsende fielen noch weitere 48 Gemeindemitglieder und fast jede Familie hatte mindestens einen Toten zu beklagen. Meist kam der Ortsgruppenleiter, um die Todesnachricht zu übermitteln. Im Zeitraum Mai 1940 bis März 1945 wurden bei insgesamt 17 Bombenangriffen auf Cochem und den Stadtteil Sehl 107 Zivilisten getötet. Cond wurde weitestgehend verschont, das Hauptziel der Alliierten war der für die Nachschubverbindung wichtige Kaiser-Wilhelm-Tunnel auf Cochemer Seite.
Im März 1944 wurde das „Außenlager Cochem“ (KZ Bruttig-Treis) eröffnet, um im nahe gelegenen „Treiser Tunnel“ (einem ungenutzten Reichsbahntunnel), eine Rüstungsfabrik unter dem Decknamen „Zeisig“ zu betreiben. Für die Produktion von Zündkerzen und anderem Luftfahrtzubehör wurden „Schutzhäftlinge“ angefordert. Die Häftlinge (insgesamt 2000) kamen zunächst aus dem KZ Natzweiler-Struthof, später auch aus anderen KZs. Vom Cochemer Bahnhof aus mussten sie sich zu Fuß auf den Weg machen, es ging über die Moselbrücke, durch Cond und weiter bis nach Bruttig. Eine Augenzeugin berichtete von „endlosen Kolonnen“, die sich unter bedächtiger Anteilnahme der Bevölkerung auf den Fußmarsch durch die Stadt machten. Bei Strafe war es den Häftlingen verboten, Geschenke wie Brot oder Obst anzunehmen; wer sich dennoch bückte, wurde mit Stockschlägen bestraft.
Bei einem der vielen Luftangriffe wurde die neue Moselbrücke am 24. Dezember 1944 zerstört. In Obercond explodierte am 5. Januar 1945 eine Luftmine und zerstörte neben einer Wasserleitung auch die Vierzehnothelfer-Kapelle. Am 10. März 1945 um 14:00 Uhr marschierten die Amerikaner über die Endertstraße widerstandslos in Cochem ein, hatten es aber zwischen dem 11. und 15. März noch mit Widerstandskämpfern der Wehrmacht auf der Seite Conds zu tun. Die vielen Scharmützel setzten der Zivilbevölkerung sehr zu; durch Verhängen der von Cochem aus einsehbaren Straßen mit Bettlaken und Aufeinanderstappeln von Weinfässern versuchte man, sich vor Beschuss durch die Amerikaner zu schützen. Zeitzeugen wie der Conder Winfried Sebastiany berichteten, dass deutsche Soldaten von Cond aus ein Fahrzeug des roten Kreuzes in Cochem beschossen hätten und daraufhin noch fünf Wohngebäude in Cond durch Beschuss und Brand zerstört wurden. Überliefert ist auch die Stellungnahme der Amerikaner, „dass wenn sich die Wehrmacht nicht aus Cond zurückzöge, man ganz Cond in Schutt und Asche legen würde“. Die letzten Deutschen unter Führung von Leutnant Christian Amende wurden mittlerweile auch von Conder Bürgern aufgefordert, sich davonzumachen, worauf sich diese abends in der Dunkelheit zurückzogen und die Amerikaner am 17. März 1945 Cond einnehmen konnten. Opfer unter den Zivilisten waren der Oberamtsinspektor August Schmidt (wurde im Wingertsweg auf dem Weg zu seiner Tochter erschossen), der Küster Karl Heimes (er wurde in der Hieronimistraße getroffen) und Maria Daum in der Fährgasse, die schutzsuchend hinter einer Kellertür von einem Granatensplitter getroffen wurde.

### Französische Besatzungszeit (1945–1949)

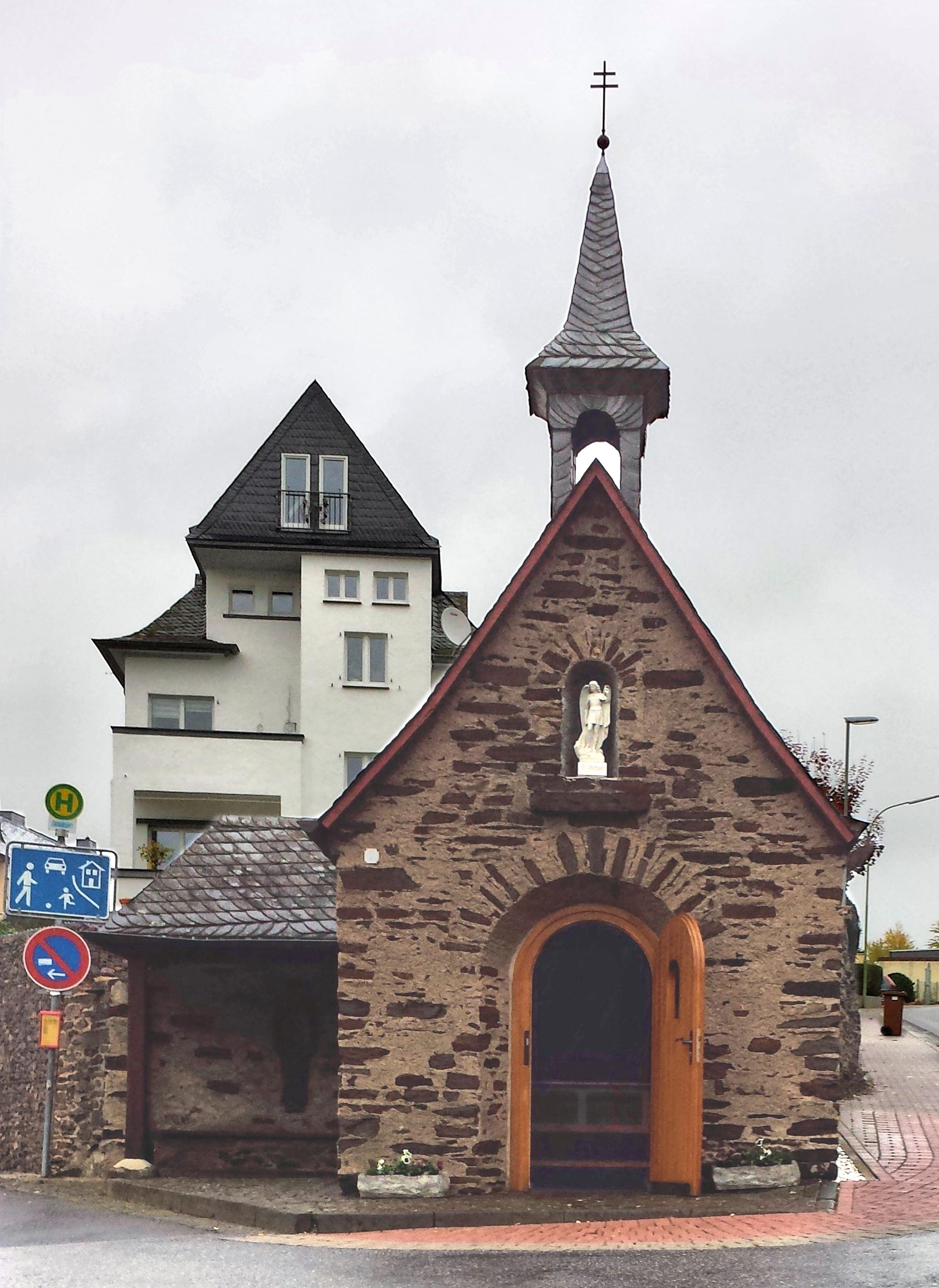
Vierzehnnothelfer-Kapelle in Cochem-Cond

Nach dem Ende des Zweiten Weltkriegs übernahmen die vier Siegermächte am 5. Juni 1945 die Regierungsgewalt über Gesamtdeutschland. Das Gebiet der preußischen Rheinprovinz wurde in einen nördlichen Teil, der Britische, und einen südlichen Teil, der Französischen Besatzungszone wurde, aufgeteilt. Die früheren Regierungsbezirke Koblenz, Trier und Montabaur wurden provisorisch dem Oberpräsidium Rheinland-Hessen-Nassau zugeschlagen.
Durch Verordnung Nr. 57 der franz. Militärregierung wurde das Land Rheinland-Pfalz am 30. August 1946 gegründet. Wenige Tage später wurde Claude Hettier de Boislambert wegen seiner guten Deutschkenntnisse erster Landesgouverneur und Landeskommissar von Rheinland-Pfalz; erster Ministerpräsident des neu geschaffenen Landes wurde Wilhelm Boden. In Cochem ging man die Planungen für den Neubau der zerstörten Moselbrücke rasch an, da die Zivilbevölkerung nur mit Hilfe einer provisorischen Pontonfähre übersetzen konnte. Ihr eifrigster Befürworter war der französische Kreisdelegierte Cambournac. Im Juni 1945 übertrug man dem aus der amerikanischen Kriegsgefangenschaft zurückgekehrten Lehrer Goedert die Aufgabe des Schulleiters in Cochem. 1947 kehrte auch Konrektor Biesel wieder zurück an die Schule in Cond, um die beiden oberen Klassen zu unterrichten. Mit Lehrer Otto Przyklenk kam 1950 ein allseits beliebter Erzieher nach Cond, der vier Jahre später bei einem Verkehrsunfall starb.

### Bundesrepublik Deutschland (seit 1949)
Am 28. September 1949 wurde unter reger Beteiligung der Öffentlichkeit die neue „Friedensbrücke“ in Cochem eingeweiht. Einer der Festredner war der amtierende Cochemer Bürgermeister Jacob Rudolf Pauly, die Segnung nahm Dechant Johannes Nicknig vor mit den Worten: „Die Gnade Gottes möge allen zuteil werden, die zum Bau der Friedensbrücke beigetragen haben und die sie benutzen!“

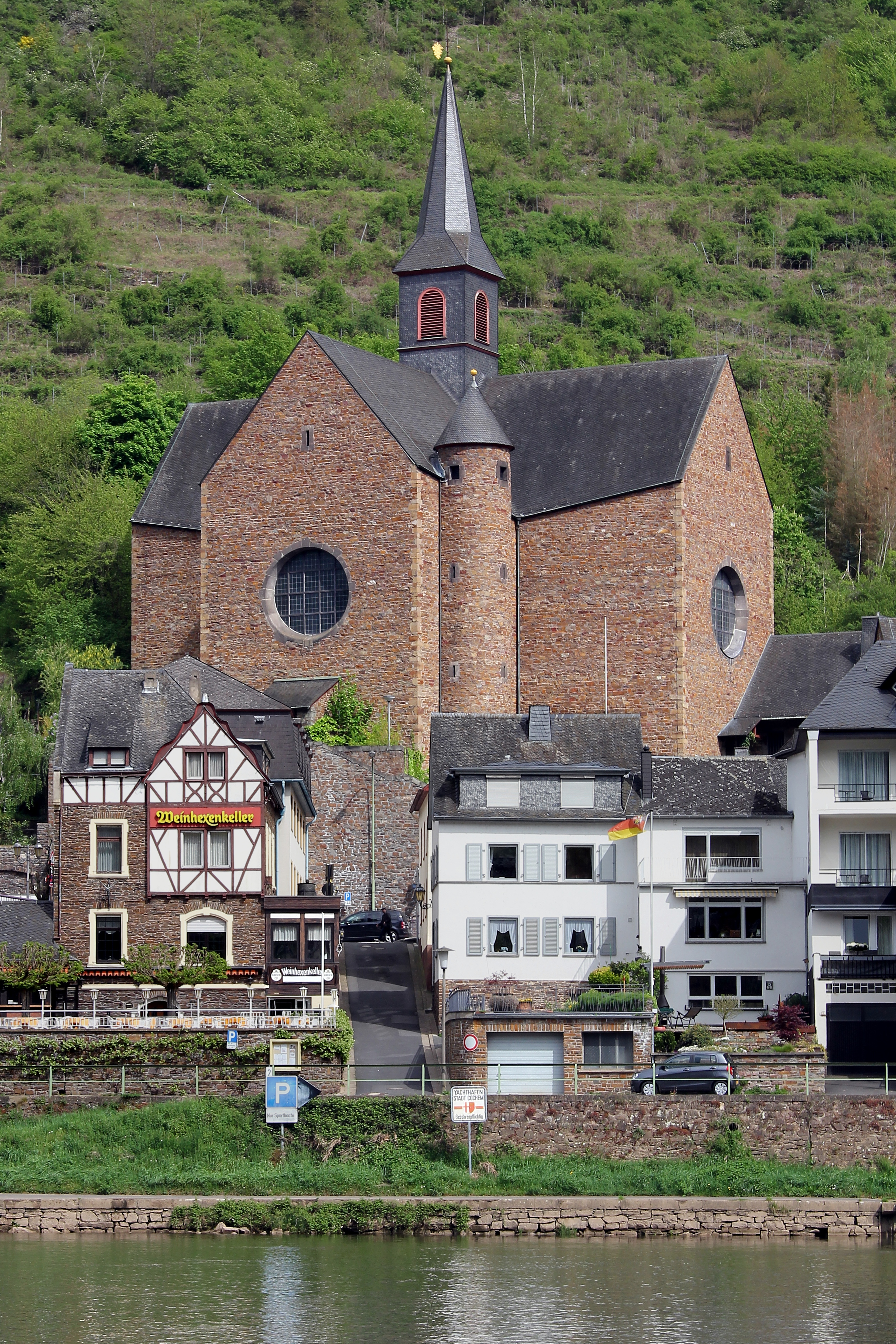
Kirche St. Remaclus, 2019

Zu Beginn der 1950er Jahre planten Pastor Schmauch und die Stadtverwaltung den Wiederaufbau der im Krieg zerstörten Vierzehnnothelfer-Kapelle. Kreisbaumeister Beier stellte die Pläne, die Stadt Bruchsteine, Holz sowie Sand und mit nachbarschaftlicher Unterstützung wurde die neue Kapelle fertiggestellt. Die Einweihungsfeier fand während der Conder Kirmes 1952 statt. Im Jahr 1951 begannen wohnungsbauliche Maßnahmen in Obercond, die während des Krieges nicht möglich waren; gefördert wurden sie u. a. vom Katholischen Familienwerk. Im März 1955 übernahm Pfarrer Adalbert Heil die neue Pfarrstelle St. Remaclus in Cond sowie die Pfarrverwaltung St. Martin in Valwig. Im gleichen Jahr beauftragte ihn Weihbischof Bernhard Stein mit den Planungsaufgaben für den Neubau einer Kirche in Cond, da die alte Kirche in der Zehnthausstraße dem wachsenden Bedarf der Kirchengemeinde nicht mehr entsprach.
Am 8. Juli 1962 wurde die neue Jugendherberge an der Klottener Straße in Cond feierlich eröffnet, an der Stelle, wo sich vorher schon die alte Zeltjugendherberge befand. Herbergseltern waren über 30 Jahre lang die Eheleute Hans-Josef und Rosemarie Monz.

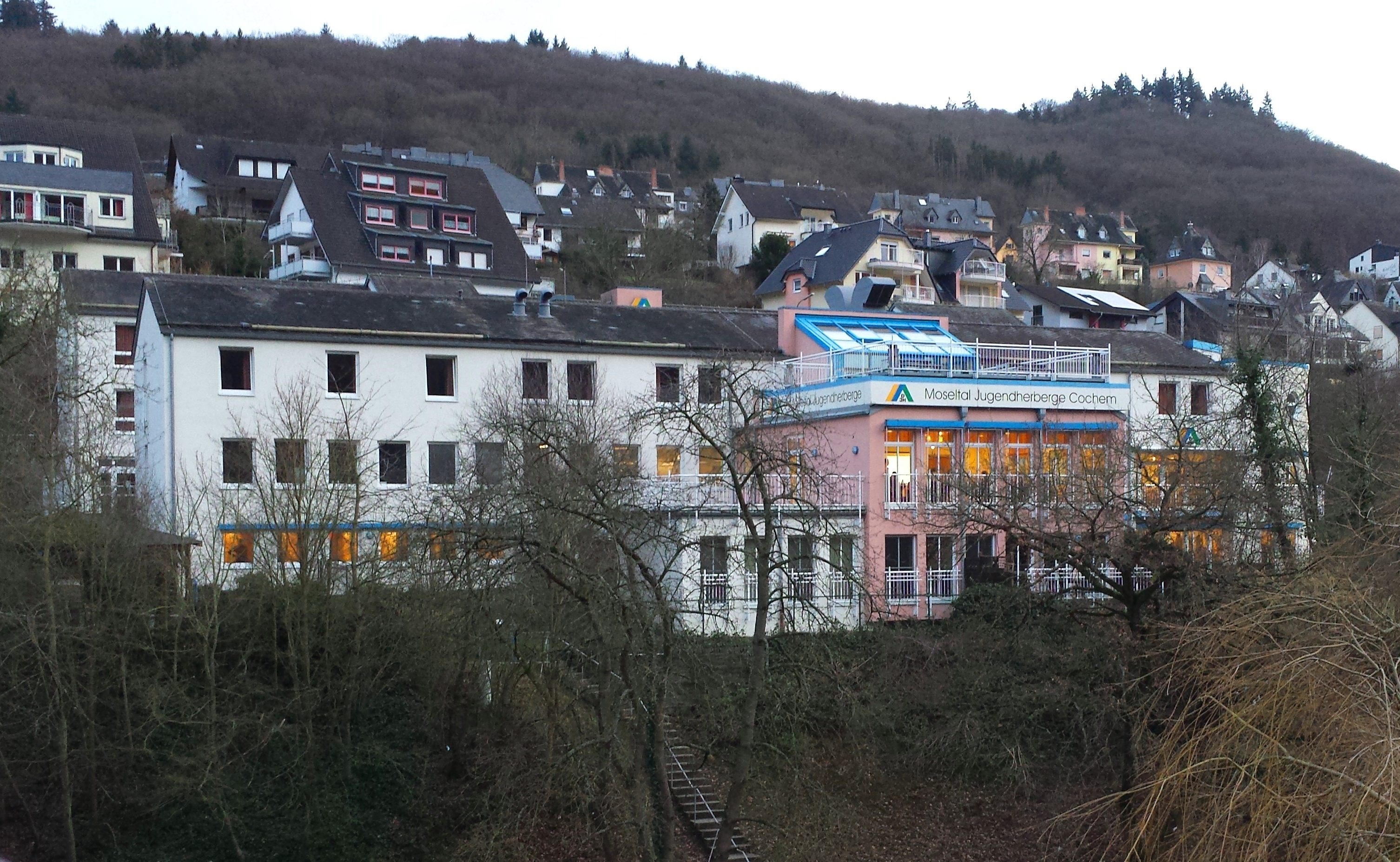
Jugendherberge in Cochem-Cond

Am 14. August 1963 eröffnete Bürgermeister Willy Massoth das neue Freibad in Cond.
Nachdem 1964 ein geeignetes Areal für den Kirchenneubau gefunden worden war, begann im selben Jahr der Bau der Kirche nach dem Entwurf des Kirchenbaumeisters Emil Steffann. Mit Planung und Ausführung des Neubaus wurden die Architekten Heinz Bienefeld und Carl Müller betraut. Die Weihe der Kirche St. Remaclus übernahm am 12. Mai 1968 – dem Todestag von Jakob Anton Ziegler – Bischof Bernhard Stein.

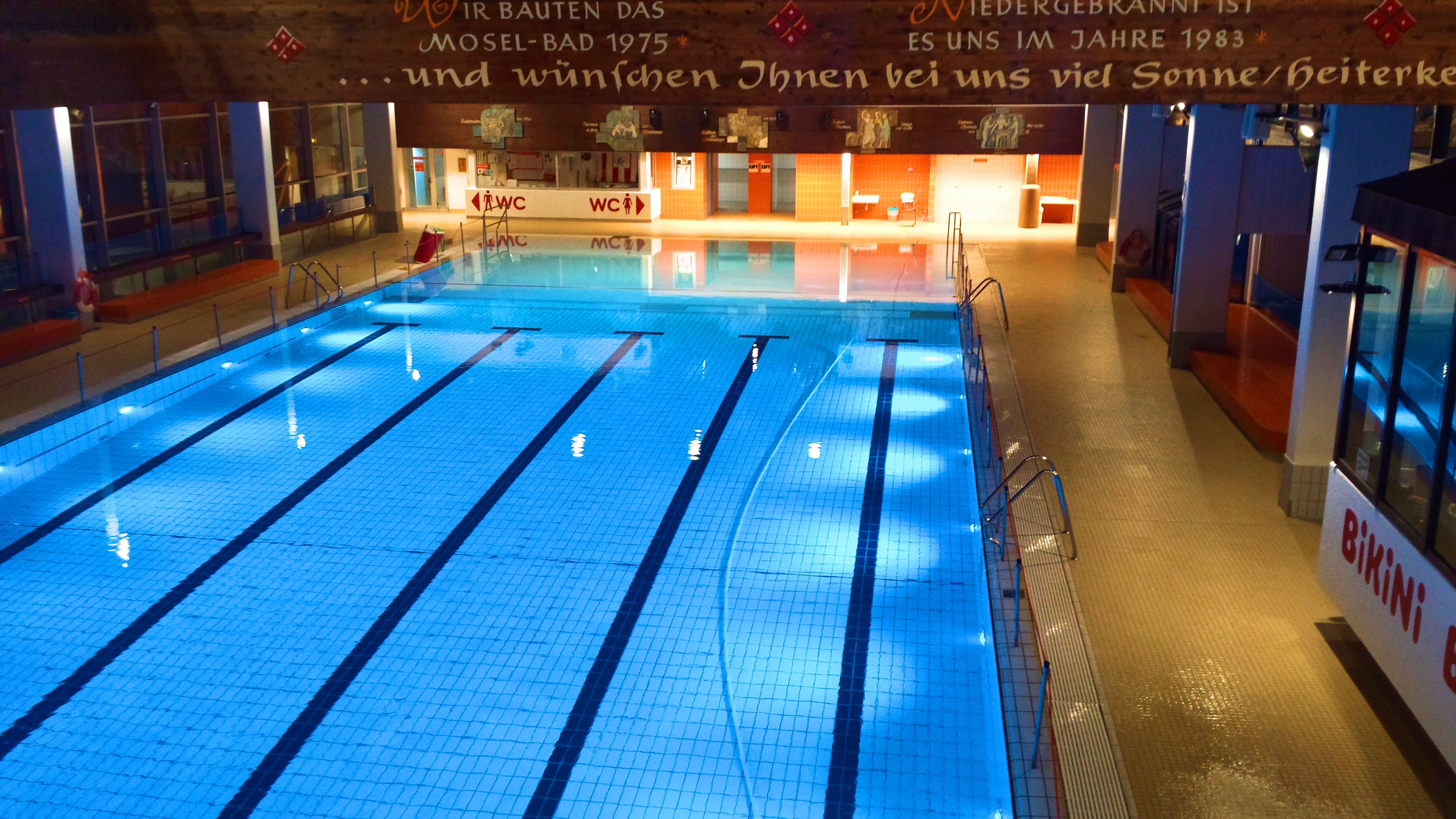
Moselbad in Cochem-Cond

Um den touristischen Ansprüchen besser gerecht zu werden, wurde im März 1971 der Neubau eines Hallen-Wellenbades beschlossen, Baubeginn war am 15. November 1972. Um der Stadt bei der finanziellen Projektierung des Objektes zu helfen, hatte Hans-Joachim Hegerl hierzu eigens einen Förderverein gegründet. Nach Fertigstellung eines Dükers, der das Cochemer Abwassersystem mit Cond verbindet, wurde am 21. November 1974 die neue mechanisch-biologische Kläranlage in der Conder Mark in Betrieb genommen. (2003 wurde das Cochemer Abwassersystem zur Klärung der Abwässer mit der Zweckverbandskläranlage in Treis verbunden).
Am 19. Februar 1975 wurde das Cochemer Hallenwellenbades eingeweiht. Die Einweihungszeremonie nahm der rheinland-pfälzische Ministerpräsident Helmut Kohl vor, die Einsegnung führten auf katholischer Seite Adalbert Heil und auf evangelischer Seite Pfarrer Gerd Graf durch. Die Architekten des Hallenbades waren Lutz Limmer und Klaus Wronka, die künstlerische Gestaltung hatte der Cochemer Künstler Carlfritz Nicolay. Nach dem großen Brand im Cochemer Hallenbad am 15. März 1983 beschloss der Stadtrat noch im selben Monat einstimmig den Wiederaufbau. Die Wiedereröffnung fand am 13. Mai 1985 statt. Da die Anzahl der Lebensmittelgeschäfte (sogenannte Tante-Emma-Läden) in Cond und im Stadtgebiet über die Jahre immer mehr abgenommen hatte, erfolgte am 30. August 1999 der erste Spatenstich für ein REWE-Einkaufszentrum im Distrikt „Conder Schutzmarken“; im Jahr 2000 wurde es fertiggestellt, allerdings gab es vielfache Diskussionen zu diesem Thema. Befanden sich unter der Bevölkerung größtenteils Befürworter, so waren die verbliebenen Lebensmittelgeschäfte in Cochem geschlossen gegen das Projekt. 2007 stimmte der Cochemer Stadtrat gegen eine weitere Bebauung im als „Sondergebiet II“ klassifizierten Areal. Die weitere Ansiedelung von Lebensmitteldiscountern oder anderen Einzelhandelsgeschäften wurde damit unterbunden. Jedoch blieb es nicht bei dieser Entscheidung, hatten sich doch inzwischen Discounter wie Aldi und KiK angesiedelt. Aufgrund der hohen Nachfrage in der Bevölkerung erfolgte im Juni 2017 der Spatenstich für den Drogeriemarkt dm.

## Bauwerke

### Nordbrücke

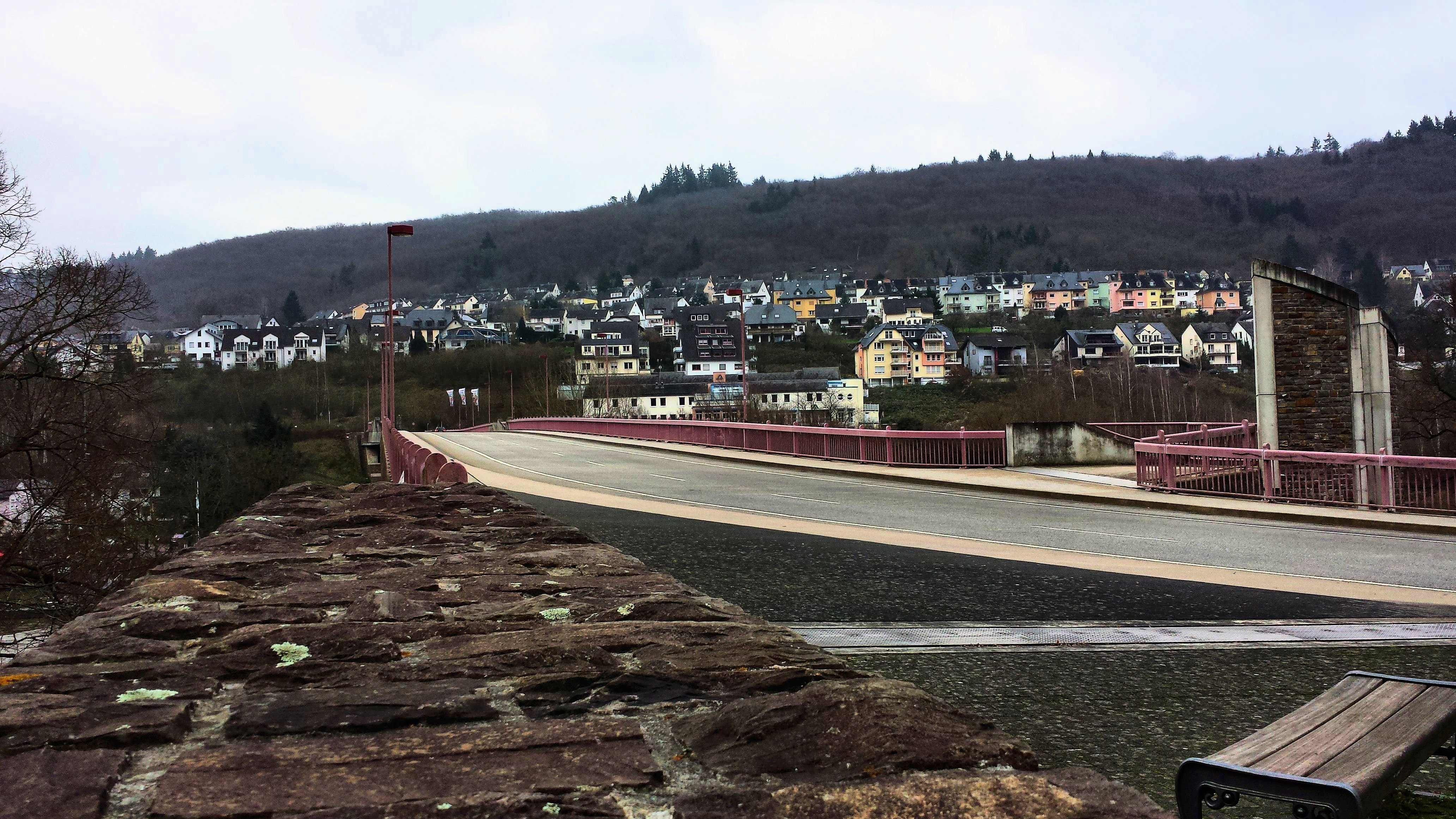
Cochemer Nordbrücke

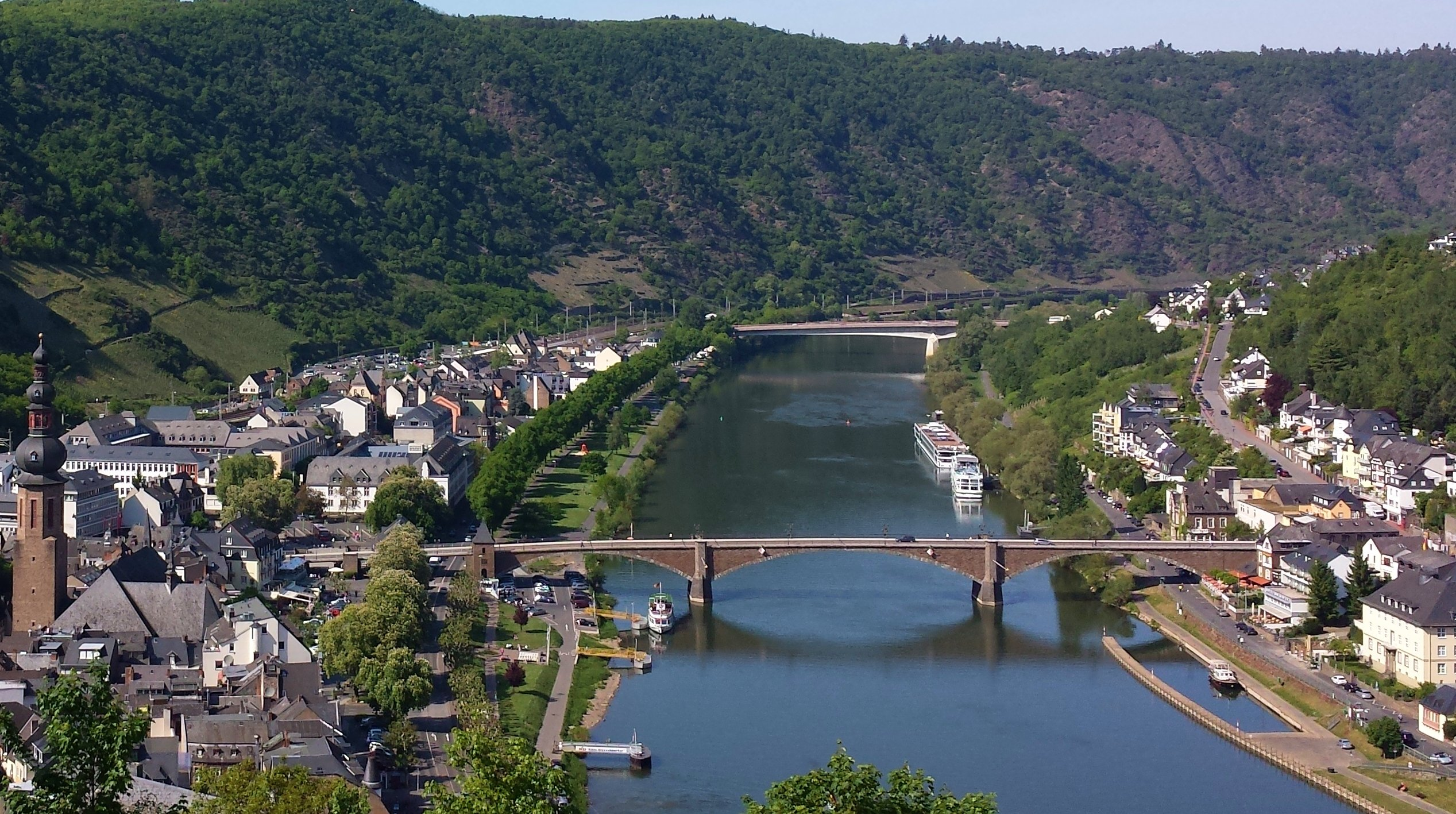
Cochemer Friedens- und Nordbrücke

Der Bau einer weiteren Moselbrücke zwischen Cochem und Cond wurde 1972 im regionalen Raumordnungsplan Mittelrhein beantragt. 1973 beschloss der Kreistag Cochem-Zell die Übernahme der Baulastträgerschaft als Kreisstraße K 60(COC); das notwendige Planfeststellungsverfahren leitete man 1982 ein. Der erste Spatenstich für die neue Brücke erfolgte am 22. Mai 1990 durch Landrat Klaus-Peter Balthasar. Der geplante Brückenverlauf lag auf Cochemer Seite in Höhe des alten Schlachthauses (heute Cochemer Polizeistation) und auf der Seite Conds zwischen Jugendherberge und dem Wasser- und Schifffahrtsamt. Mit dem Bau der Brücke beauftragte man die Heinz Schnorpfeil Bau GmbH; die Gesamtlänge sollte 245 Meter betragen. Der einzige Brücken- bzw. Strompfeiler wurde auf Conder Seite gebaut, um den sicherheitsrelevanten Aspekten der Moselschifffahrt Rechnung tragen zu können. Wurden bei der Planung noch 13,7 Millionen DM veranschlagt, stiegen die Kosten im gesamten Bauverlauf so stark an, dass sie am Ende inklusive aller dazugehörigen Anbindungen 21 Millionen DM kostete. Die offizielle Übergabe an den Verkehr erfolgte am 3. September 1993. Da es über die Jahre zu Setzungen an der Aufschüttung der Cochemer Brückenrampe und damit beim Befahren zu Unebenheiten gekommen war, mussten diese im Jahre 2017 fachgerecht behoben werden.

### Neues Marienkrankenhaus und seine Geschichte

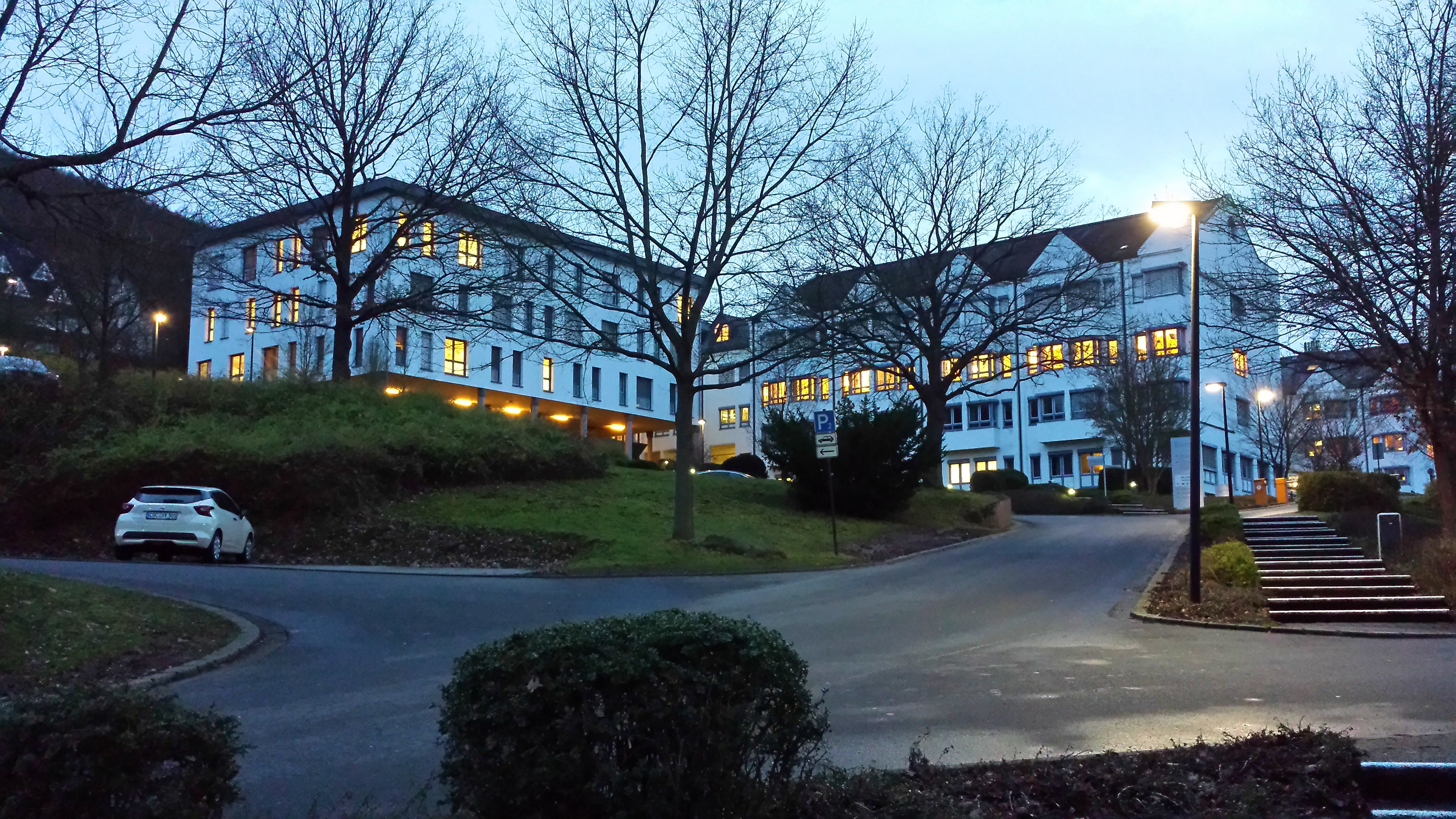
Marienkrankenhaus Cochem

Das erste Cochemer Hospital gab es seit dem Pestjahr 1422, es befand sich im Burgfrieden (dem späteren Salzmagazin) und wurde von der Bevölkerung „Spitälchen“ genannt; es brannte 1882 ab. Bereits 1834 baute man auf dem Klosterberg in Cochem ein Gebäude, das als Krankenhaus verwendet werden sollte. Der Bau wurde zunächst über viele Jahre von Georg Koch als Gastwirtschaft genutzt. 1896 legte man einen symmetrischen Erweiterungsbau an, dessen Mitte ein Kapellentrakt bildete. Das fertiggestellte Krankenhaus übernahmen die Franziskanerinnen von Waldbreitbach, die seit 1867 in Cochem in der Krankenpflege tätig waren. Dieses Franziskus-Krankenhaus wurde am 1. Januar 1945 bei der Explosion einer Luftmine zerstört, so dass man vorübergehend in das benachbarte Kloster Ebernach auswich, um Verletzte und Kranke betreuen zu können. Da es bei den Franziskanerinnen aber zu einem Schwesternmangel kam, traten diese an die Marienschwestern mit der Bitte um Unterstützung heran. Es dauerte aber noch einige Jahre – auch unter Einflussnahme des Cochemer Dechants Johannes Nicknig – bis sich diese im Jahre 1950 dazu bereit erklärten, das zerstörte Krankenhaus zu übernehmen. 1951 gründete man hierzu eigens den „Marienkrankenhaus-Verein Cochem e. V.“ unter Mitwirkung der Provinzialoberin M. Rita (Schwester Rita). Der Neubau des Krankenhauses wurde rasch beschlossen und am 22. Februar 1953 nahm Weihbischof Stein die offizielle Einweihung vor. Über die Jahre stellte man fest, dass dieses Krankenhaus und auch die verkehrsungünstige Anbindung durch die Cochemer Altstadt nicht mehr den modernen Anforderungen entsprach. Im Dezember 1970 fasste der Kreistag grundsätzlich den Entschluss für einen nochmaligen Neubau an anderer Stelle, was 1971 von der Landesregierung beschlossen wurde. 1973 fand man das dafür notwendige Areal im Neubaugebiet Obercond; es vergingen noch einige Jahre, bis alle dem Neubau entgegenstehenden Hindernisse überwunden wurden. Am 12. Mai 1989 erfolgte die Grundsteinlegung, die Einweihung am 14. September 1993, und am 1. Oktober wurde der Betrieb aufgenommen. Die Gesamtkosten beliefen sich auf insgesamt 67,3 Millionen DM.

### Der Bundesbankbunker in Cond

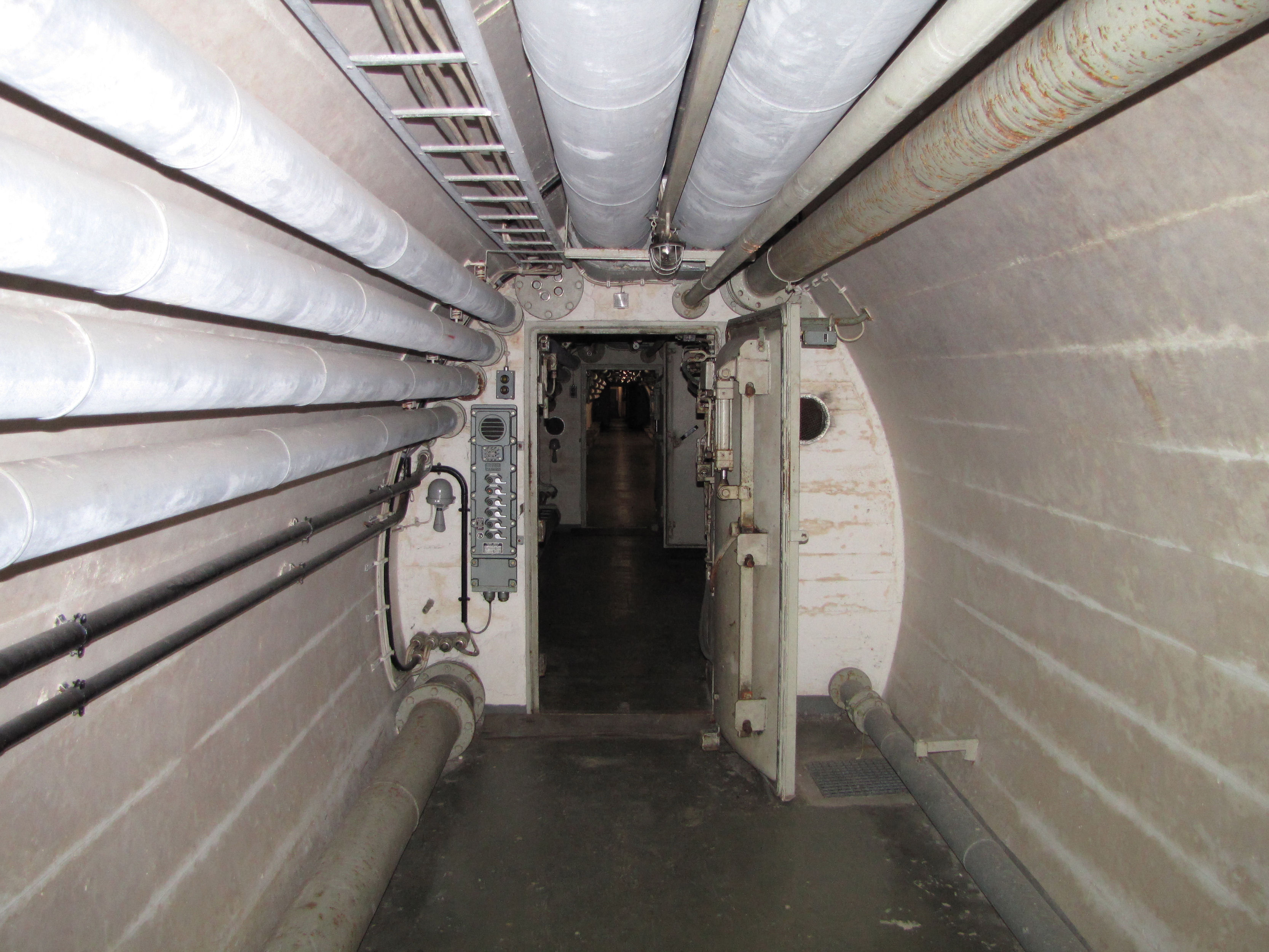
Bundesbankbunker 3 Cochem 2010

Das Areal für den Bau des ehemaligen Bundesbankbunkers in Cond wurde zu Beginn der 1960er Jahre, zusätzlich zu weiteren Grundstücken an der heutigen Straße am Wald, von Dr. Dreesen käuflich erworben. Insgesamt standen dabei 9000 Quadratmeter Grundfläche, sowie über 2,3 Millionen DM zur Verfügung. Baubeginn für die insgesamt zweijährige Bauphase war der 14. Mai 1962. Der Zugang zum insgesamt 300 Meter langen Stollen erfolgte über ein ehemaliges Wohnhaus in der Brauselaystraße. Im Zeitraum von 1964 bis 1988 wurde in diesem Bunker eine Notstandswährung im Wert von 15 Milliarden DM aufbewahrt. Im Jahre 1994 übernahm die Cochemer Volksbank den Bunker für einige Jahre, um darin Schließfächer für ihre Kunden einzurichten. Nachdem die Immobilie viele Jahre ungenutzt leergestanden hatte, wurden sowohl der Bunker als auch die angrenzenden Tarnhäuser von Petra und Manfred Reuter käuflich erworben. Heute kann der denkmalgeschützte Bunker, der inzwischen zu einem Museum umgewandelt wurde, von der Öffentlichkeit besichtigt werden.

## Geographisches

### Bäche

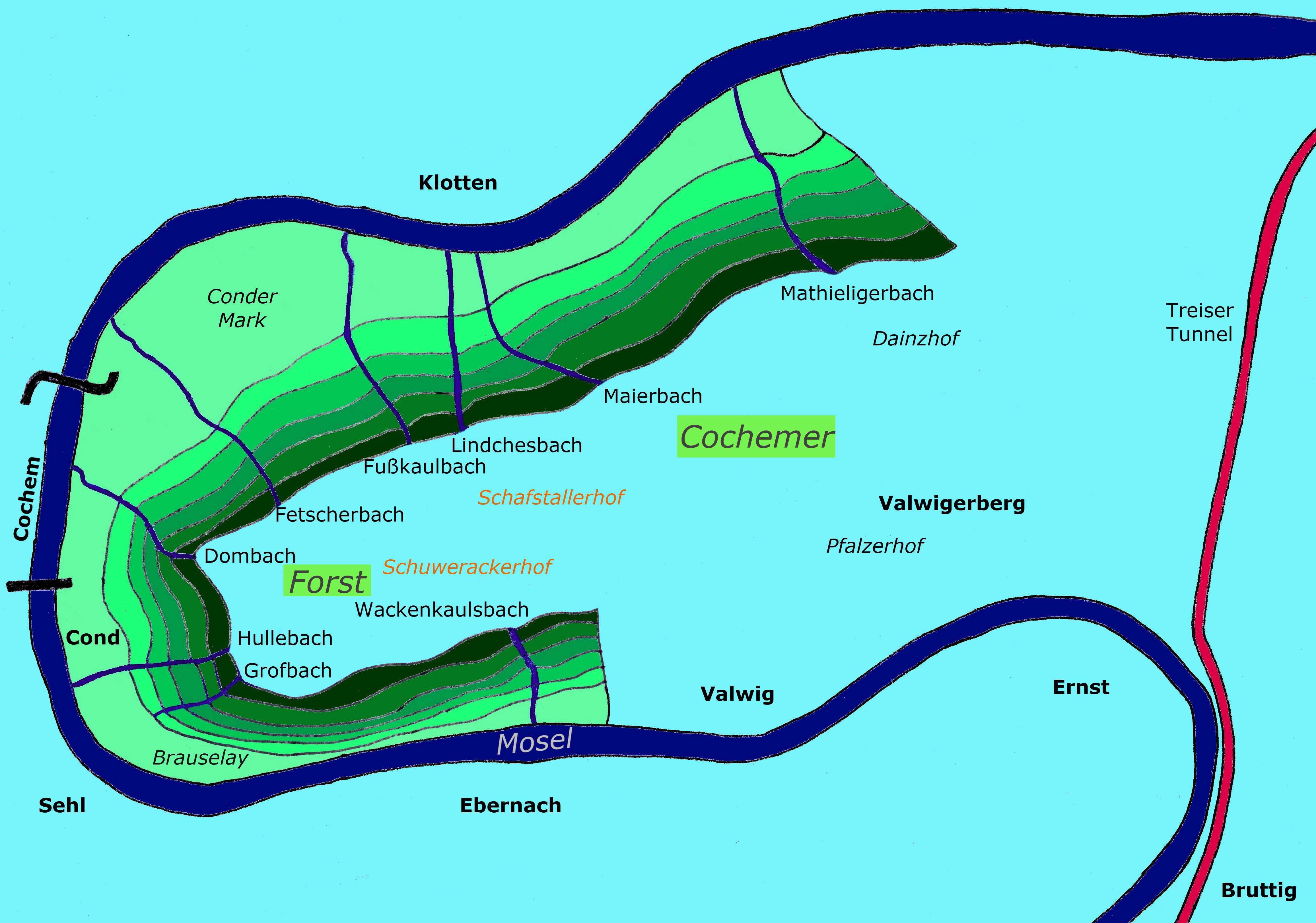
Karte des Conder Bergs mit seinen Bachläufen

- Mathieligerbach (sein Unterlauf gehört zu Klotten, der Oberlauf bildet die natürliche Gemarkungsgrenze zu Valwig)
- Maierbach (seine Mitte und der Unterlauf liegen in der Gemarkung Klotten)
- Lindchesbach (verläuft am Klottener Schießstand)
- Fußkaulbach (bildet die Grenze zwischen Cond und Klotten)
- Fetscherbach (verläuft unterirdisch im Bereich des Moselstadions)
- Dombach (im unteren Teil ebenfalls unterirdisch)
- Hullebach (unterhalb der Talstraße kanalisiert)
- Grofbach (verläuft in der Nähe des Brauselayfelsens und versickert im unteren Bereich)
- Wackenkaulsbach (liegt bereits in der Gemarkung Valwig)

### Liste der Layen in Cond

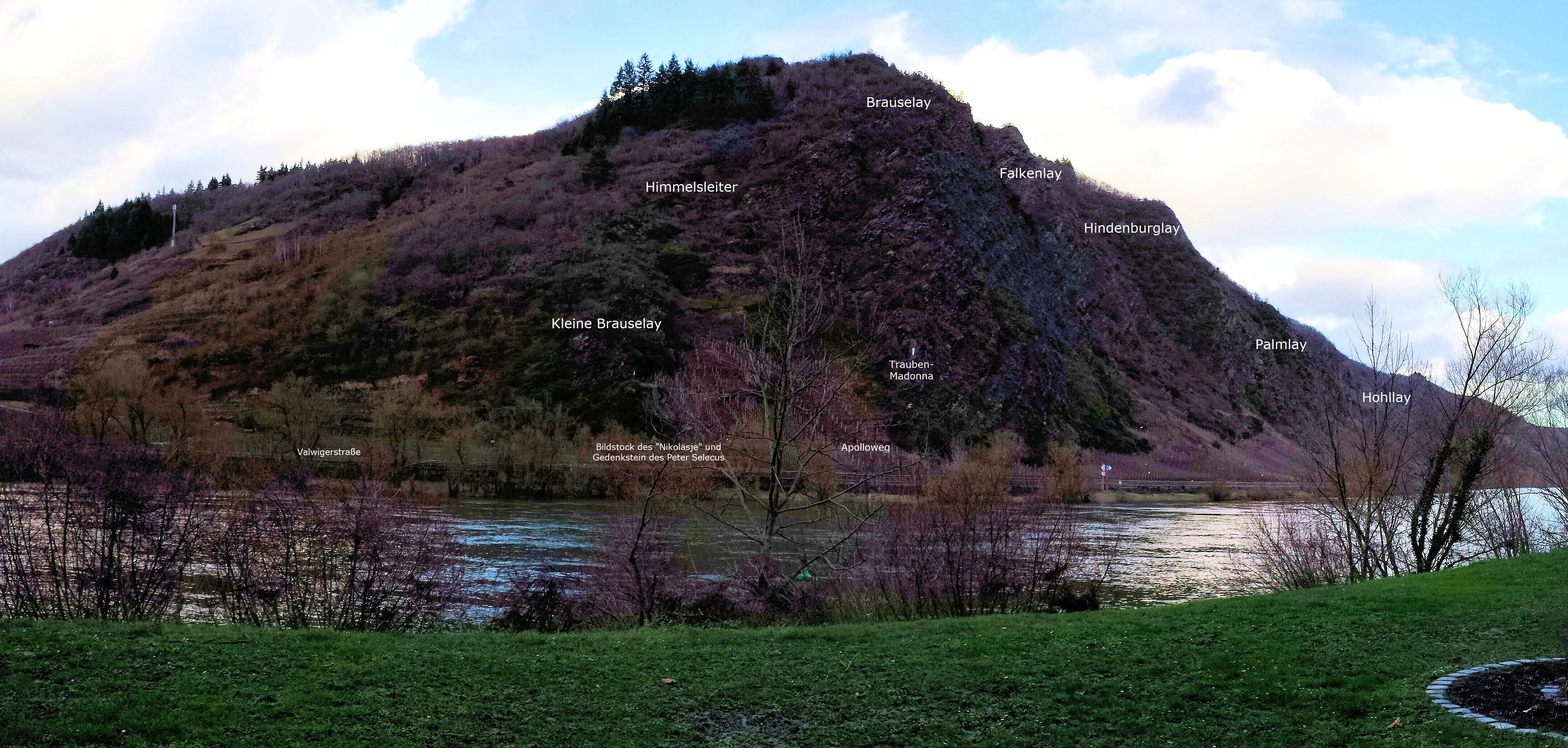
Übersicht der großen Layen in Cond

Ley, auch Lay, Lei, Lai, Laige oder Lägge, nach Grimm Leie, ist eine im rheinischen und niederdeutschen Sprachraum häufig anzutreffende Bezeichnung für Fels.
- (Auf der) Lay (oberhalb der Erkelay, zwischen Conder Markweg und Bergstraße gelegen)
- Arzlay (zwischen Valwiger Straße, einem Wingertsweg bis nördlich des Hullebachs)
- Erkelay (im Bereich Jugendherberge, Nordbrücke)
- Falkenlay (zwischen der Gemarkung Valwig und der Brauselay)
- Hindenburglay (zu Ehren des Generalfeldmarschalls Paul von Hindenburg)
- Hohllay (zwischen Falken- und Hindenburglay)
- Nikolauslay (Nikolausberg), (oberhalb des Bildstocks des Heiligen St. Nikolaus (Nikoläsje), Schutzpatron der Schiffer)
- Palmlay (zwischen Hohllay und Hindenburglay)

## Geologie
Das Quellgebiet der Mosel, die Vogesen, entstand vor etwa 50 Millionen Jahren. Im Miozän und Pliozän wurde die Urmosel bereits zum Nebenfluss des Rheins. Während sich das Rheinische Schiefergebirge im Quartär langsam hob, bildeten sich die ersten Mäander der Mosel. Die vom Wasser aufgenommene Bewegungsenergie führte beim Abfließen zur Erosion, sowohl im Flussbett (Tiefenerosion), als auch in den Seiten des Tals (Seitenerosion). Abgetragenes Material wurde entweder vom Fluss weitertransportiert, oder es lagerte sich auf dem Prallufer (Prallhang) gegenüber gelegenen Gleitufer (Gleithang) ab. Typisches Beispiel ist die gegenüber dem steil aufragenden Felsen des Klottener Bogens liegende „Conder Mark“. Die dort durch Sedimentation entstandenen fruchtbaren Böden begünstigten zum einen die landwirtschaftliche Nutzung, und zum anderen erleichterte ein flacherer Berghang den Aufstieg, um Handelswege zu erschließen.

## Besiedelung
Der Gründungsanlass einer frühen Besiedelung von Cond ist auf vielerlei günstige Faktoren zurückführbar. Zum einen ermöglichten fruchtbare Böden, wie sie in der Conder Mark zu finden waren, einen frühen Ackerbau, und zum anderen erleichterten die natürlichen in Cond vorkommenden Wasserläufe den Zugang zu frischem Wasser für die Menschen. Die Lage der erste Behausungen für eine dauerhafte Besiedelung wurden so gewählt, dass sie Schutz vor den Hochwassern der Mosel boten. Als weitere günstige Umstände sind die über den gesamten Tagesverlauf durch den Cochemer Krampen einfallende Einstrahlung der Sonne anzusehen sowie die Nutzbarkeit der Mosel als Transport- und Handelsweg. Der frühe Anbau von Weinreben in steileren Lagen wie dem heutigen „Rosenhang“ wurde zum einen durch den natürlich vorkommenden Schieferboden und zum anderen durch das in den Sommermonaten vorherrschende mediterrane Klima begünstigt. Die Verfügbarkeit von Holz in den Wäldern der näheren Umgebung zum Bau von Wohnbehausungen hat bei der Wahl des Sesshaftwerdens sicherlich eine ebenso wichtige Rolle gespielt.

## Archäologische Funde

### Fund eines Steinbeils

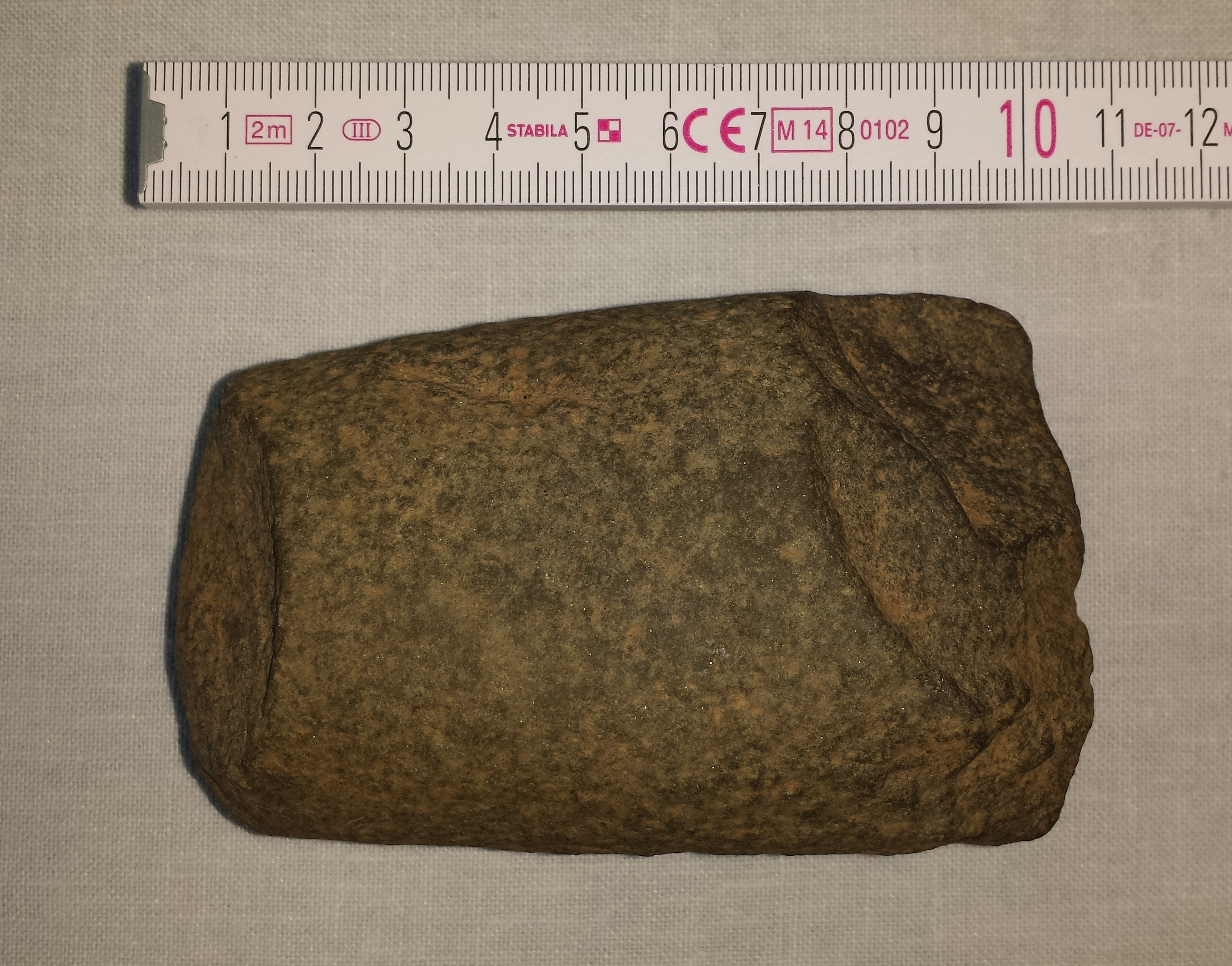
Neolithisches Steinbeil aus Cond

Im Oktober 1993 fand der Conder Horst Ostermann auf seinem Grundstück in der Talstraße einen länglichen abgerundeten Stein beim Arbeiten in einem mit Hangschutt verfüllten Graben in der Flur „Im Kattert“ (südlich der Hohl gelegen). Ein Stein machte auf sich aufmerksam, als dieser begann wegzurollen, er nahm den Stein mit in sein Haus und stellte rasch intensive Bearbeitungsspuren an dem gefundenen Objekt fest. Eine nähere Untersuchung des walzenförmigen aus Quarzit mit roten Einsprengselungen versehenen Steins ergab, dass es sich um ein Walzenbeil (Kernbeil) aus dem Zeitraum des Spätneolithikums (3500 bis 2800 v. Chr.) bis späte Kupferzeit (2500 bis 2200 v. Chr.) handelte. Der trapezförmige Stein weist ein rundovalen Querschnitt auf und ist mit 10,5 cm Länge und einer max. Breite von 6,5 cm an der Schneide mit 0,519 kg recht schwer für seine Größe. Es wird angenommen, dass dieses Walzenbeil ursprünglich aus einem Geröllstein mittels eines Schlagsteines und der Pick-Technik bearbeitet und so in die gewünschte Form gebracht wurde. Zum Glätten der Oberfläche wurde die Beilklinge auf einem Schleifstein (oder in einer Schleifwanne) aus Sandstein, Basalt oder Granit unter Hinzugabe von Wasser geglättet. Im vorliegenden Fund wurde lediglich der vordere Schneidenbereich des Beils geschliffen, im Gegensatz zu vielen anderen Funden, bei welchen aus ästhetischen Gründen der ganze Beilkörper geschliffen wurde. Nachdem die gewünschte Form und Oberfläche hergestellt war, wurde das Steinbeil in eine Holzfassung, einem ca. 0,6 bis 0,8 Meter langen Holm aus Holz ohne Zwischenfutter eingepasst und konnte so z. B. als Fällaxt, oder in der Kurzform (< 0,5 Meter), als Spalt- oder Behaubeil verwendet werden. Da das Steinbeil in unmittelbarer Nähe des heutigen Hullebaches in Cond aufgefunden wurde, ist eine Zuordnung des Steinbeils als Streufund am wahrscheinlichsten.

### Kupferne Doppelaxt
Der britische Pfarrer William Greenwell, der auch Hobbyarchäologe und Antiquitätensammler war, erwarb auf einem nicht mehr nachvollziehbaren Weg, eine aus einer Kupferlegierung bestehende Doppelaxt, deren Fundort als Cochem an der Mosel angegeben wurde. Die präzise Fundstelle (Fundumstand), Fluss- bzw. Gewässerfund ist jedoch fraglich und kann nur rein spekulativ als näher zu Cond oder Cochem liegend angesehen werden. Die wissenschaftliche Bezeichnung dieses Typs Axt ist „Zabitz-Doppelaxt, Variante Cochem“. Die Axt ist 39,5 cm lang und 2,535 kg schwer, kennzeichnendes Merkmal ist das für eine Schäftung viel zu kleine Schaftloch von nur 1,7 × 0,6 cm, und es weist kein für ähnliche Funde vergleichbares Fischgrätenmuster auf der Oberfläche auf, sie ist stattdessen regelmäßig flach gestaltet. Dass es sich bei diesem Einzelfund um einen evtl. verlorenen Gegenstand handelt, wird zumeist ausgeschlossen, man geht in der Regel von einer absichtlichen Ablegung solcher Objekte aus und spricht dann von einem „Einzelstück-Depot“. Da es sich bei dieser Doppel-Axt um einen als sehr wertvoll anzusehenden Gegenstand handelt, die Reinheit beträgt weniger als 0,1 % Zinn und max. 1,5 % Arsen, kann man von einem Kultsymbol (Kultobjekt) sprechen, das zu bestimmten Anlässen geopfert wurde, um z. B. eine Gottheit zu Ehren. Die Zabitz-Doppelaxt wird dem Ende des Neolithikums (Jungsteinzeit) zugeordnet, chronologisch betrachtet ergibt sich dabei der Wert von ca. 2200 Jahren v. Chr. Die Axt wurde im Jahre 1909 an das British Museum übergeben, ob durch Zukauf, Schenkung oder Erbe ist nicht bekannt.

### Bronzeschwert aus der Mosel

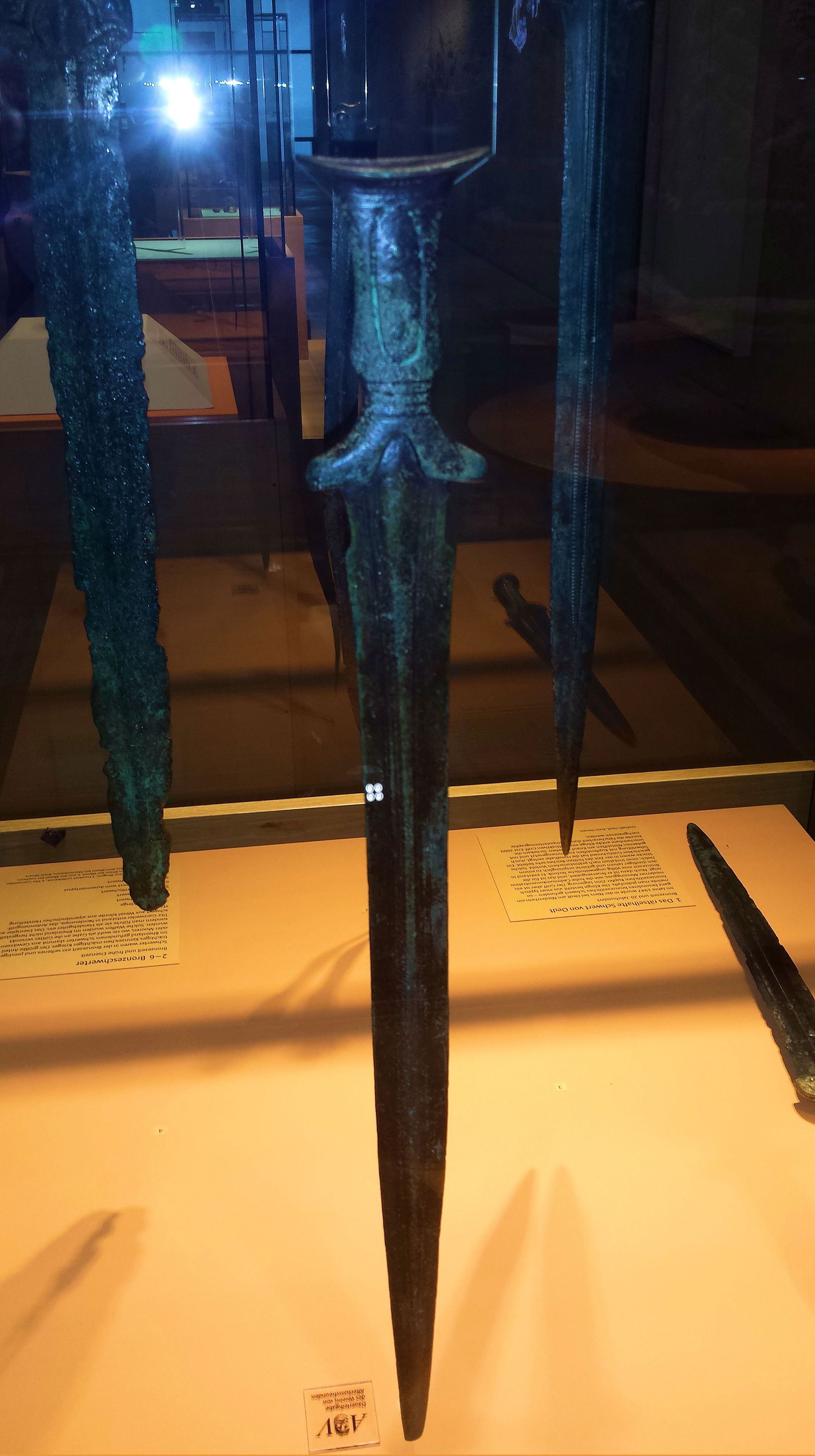
Bronzevollgriffschwert vom Auvernier Typus im Rheinischen Landesmuseum in Bonn

Als man gegen Ende des 19. Jahrhunderts Baggerarbeiten im Bett der Mosel vornahm, fand man darin ein bronzenes Vollgriffschwert, dessen Fundort nur als aus der Mosel vor Cochem dokumentiert wurde. Auch in diesem Fall, wie schon bei der kupfernen Doppel-Axt, ist eine eindeutige Zuortbarkeit, weder nach Cochem noch nach Cond möglich. Die Zuordnung des Schwertes zum Typus Auvernier verdankte das Schwert den charakteristischen länglichen und ovalen Vertiefungen zu beiden Seiten der Griffstange. Solche Vertiefungen dienten zur Aufnahme von Schmuckplatten aus Eisen oder Buntmetall, um damit das Schwert verzieren zu können. Zumeist wurden die Verzierungen mit drei Nieten, wie sie in der Darstellung noch schwach zu erkennen sind, vernietet. Das Heft des Schwerts weist an seinem unteren Ende kleine zu beiden Seiten auslaufende sogenannte „Parierflügel“ auf. Die Klinge selbst ist stark profiliert, der obere Teil zwischen der abgeschrägten Klinge und den Parierflügeln, den man „Ricasso“ nennt, nutzte man, um Angriffe des Gegners abwehren zu können. Das Schwert hat eine Länge von 55,4 cm und wurde der späten Urnenfeldzeit, der Hallstattstufe Ha B3 zugeordnet, was chronologisch einem Alter von ca. 2800 bis 2900 Jahren entspricht. Das außerordentlich gut erhaltene Bronzeschwert ist heute im Rheinischen Landesmuseum in Bonn ausgestellt.

### Villa Rustica in der Conder Mark
Schon im Juli 1968 wies der in Klotten geborene Heimatforscher Alfons Friderichs das Landesamt für Denkmalpflege (LAD) in Koblenz darauf hin, dass sowohl sein Schwiegervater Jakob Kollmann und der Winzer Robert Ackermann (beide aus Klotten), beim Versuch, neue Bäume auf ihren Obstwiesen im Gebiet „Kaarst“ in Cond zu pflanzen, sowohl Tonscherben als auch Bruchstücke eines Mosaikbodens fanden. Die gefundenen Objekte übermittelte Friderichs an das staatliche Amt für Vor- und Frühgeschichte, die ihm wiederum im selben Monat schriftlich den Fund römischer Wandheizkacheln und Gutsgefäßbruchstücke bestätigten. Aus diesen Funden, darunter befanden sich auch Bronzeteile und Fischnetzanker aus Blei, schlussfolgerte man auf die Überreste einer römischen Gutshofsanlage aus dem 3. oder 4. Jahrhundert n. Chr., die im modernen Sprachgebrauch als Villa rustica bezeichnet wird. Im Wesentlichen bestand solch eine Anlage aus mehreren Nebengebäuden, von denen das Hauptgebäude zumeist als Steinbau errichtet wurde.

Bei einer Begehung im Dezember 1999 fand man weitere Scherben, die sowohl von Vorratsgefäßen als auch von edlerem Tafelgeschirr (terra sigillata) stammten; eine Datierung erfolgte auf das 2. Jahrhundert n. Chr. Zu den baulichen Überresten der Gesamtanlage im Flurstück 14 „Auf dem Grün“ in den „Conder Schutzmarken“ vermerkte der Bericht des Landesdenkmalamtes noch folgendes:

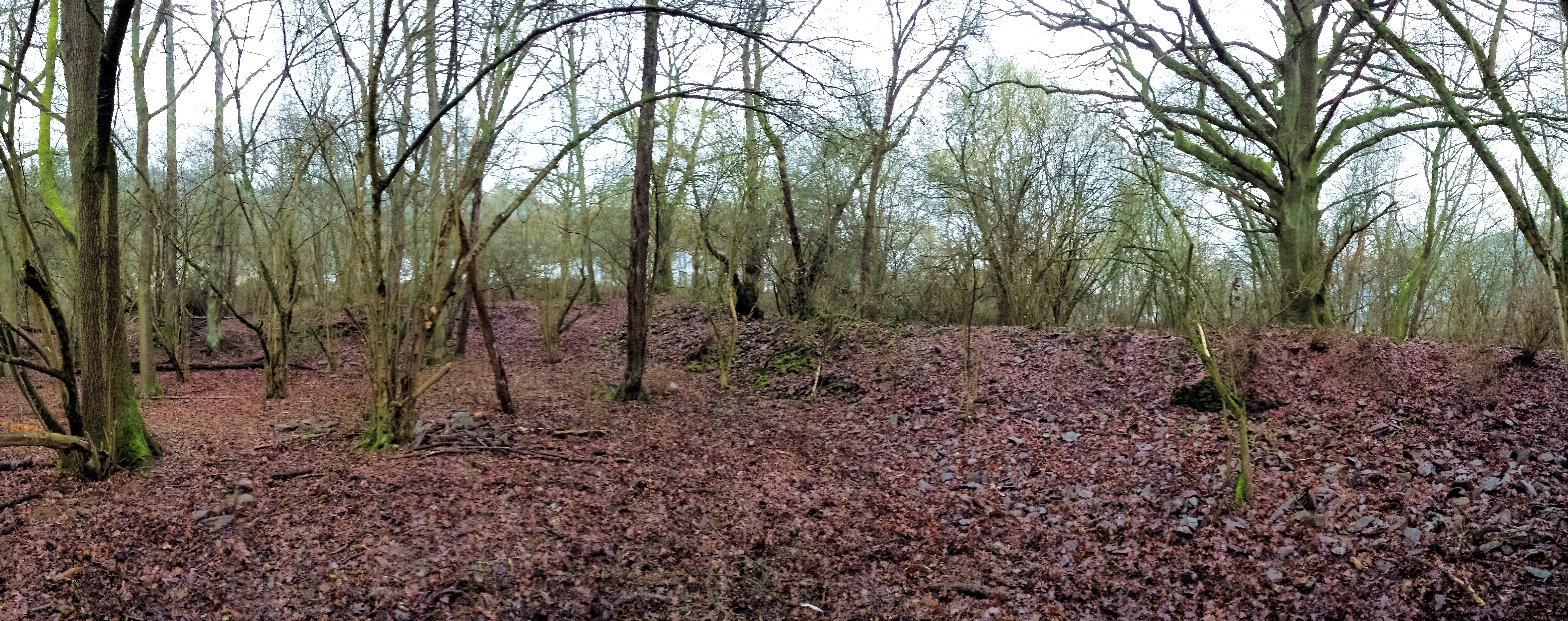
Umfassungswall der Villa Rustica in der Conder Mark

- Erhalten sind ein mindestens 50 Meter langer und 10 Meter breiter Steinwall aus Bruchstein mit nord-südlicher Ausrichtung, dessen Ostseite in Teilen bis zu zwei Meter Höhe aufweist und an dessen Ostrand noch Reste eines Bruchsteinmauerwerks – in Trockenbauweise errichtet – erhalten sind. Anzeichen eines Mauerputzes wurden nicht gefunden, jedoch fand man Brandspuren, die auf eine Zerstörung durch Feuer hinweisen.
- Außerdem fand man Teile eines Hypokaustpfeilers für eine Fußbodenheizung (Hypokaustum) mit runden Pfeilerplatten, Mörtel, Ziegel und Resten von Tubuli (Hohlziegeln) für eine Wandheizung sowie eine am südlichen Wall, im rechten Winkel verlaufende Mauer, in östlicher Richtung von 30 Metern Länge.
- Parallel dazu erstreckte sich eine im Abstand von 30 Metern in Ost-West-Richtung verlaufende, weitere Trockenmauer von einer Länge um 100 Meter sowie ein Steinwall mit nördlicher Ausrichtung, die zusammen in etwa die rechteckig gefertigte Mauer der Umfassung des Gutshofs bildete.
- Weitere Mauerfunde wiesen auf ein mögliches weiteres Gebäude hin, das als Nebengebäude genutzt worden sein könnte.
- Kleinfunde, sogenannte „Lesefunde“, wie Ziegelstücke, Schieferplatten, ortsfremde Plättchen aus Sandstein sowie Scherben von Amphoren und die aufgefundenen Mauerreste, deuteten doch recht sicher auf das Vorhandensein einer ehemaligen römischen Villa hin, die aufgrund des Lagefundes- und Ortes im Bezug zur nahegelegenen Mosel zudem als Hochwassersicher galt.

Als weitere Standortvorteile sind noch die im Verhältniss zur Umgebung lange anhaltende tägliche Sonnenscheindauer, sowie der nahe gelegene Fußkaulbach als Frischwasserquelle zu nennen, der allerdings wenn er in heißen Sommern trocken lief, durch Brunnen unterstützt werden musste. Da sich längs der ganzen Mosel viele solcher Villen befanden, war sie auch als Handelsweg für ihre Anwohner von großem Interesse, zudem konnte der Fluss für den Fischfang als zusätzliche Nahrungsquelle genutzt werden. In neuerer Zeit ließ die Stadt Cochem das Areal als Grabungsschutzgebiet ausweisen, um es vor weiterem Verfall zu schützen, da eine nochmalige Erforschung des Areals nicht in Aussicht gestellt wurde.

### Fund fränkischer Gräber in Cond
Im Jahre 1931 entdeckte man bei Arbeiten an der Grabstelle der Familie Hieronimi in Cond ein Grab fränkischen Ursprungs. Insgesamt fanden sich darin eine Urne, eine Streitaxt, eine Münze mit dem Abbild des römischen Kaisers Gallienus aus der Zeit 260 bis 268 v. Chr., eine weitere nicht klassifizierbare Münze, ein Schwert sowie ein Wehrgehänge. Hubert Hieronimi, ein Familienmitglied, stiftete diesen Sammelfund dem Kreisheimatmuseum in Cochem; nach dessen Auflösung im Jahre 1960 übergab man die Objekte dem Stiftsmuseum St. Castor in Karden. 

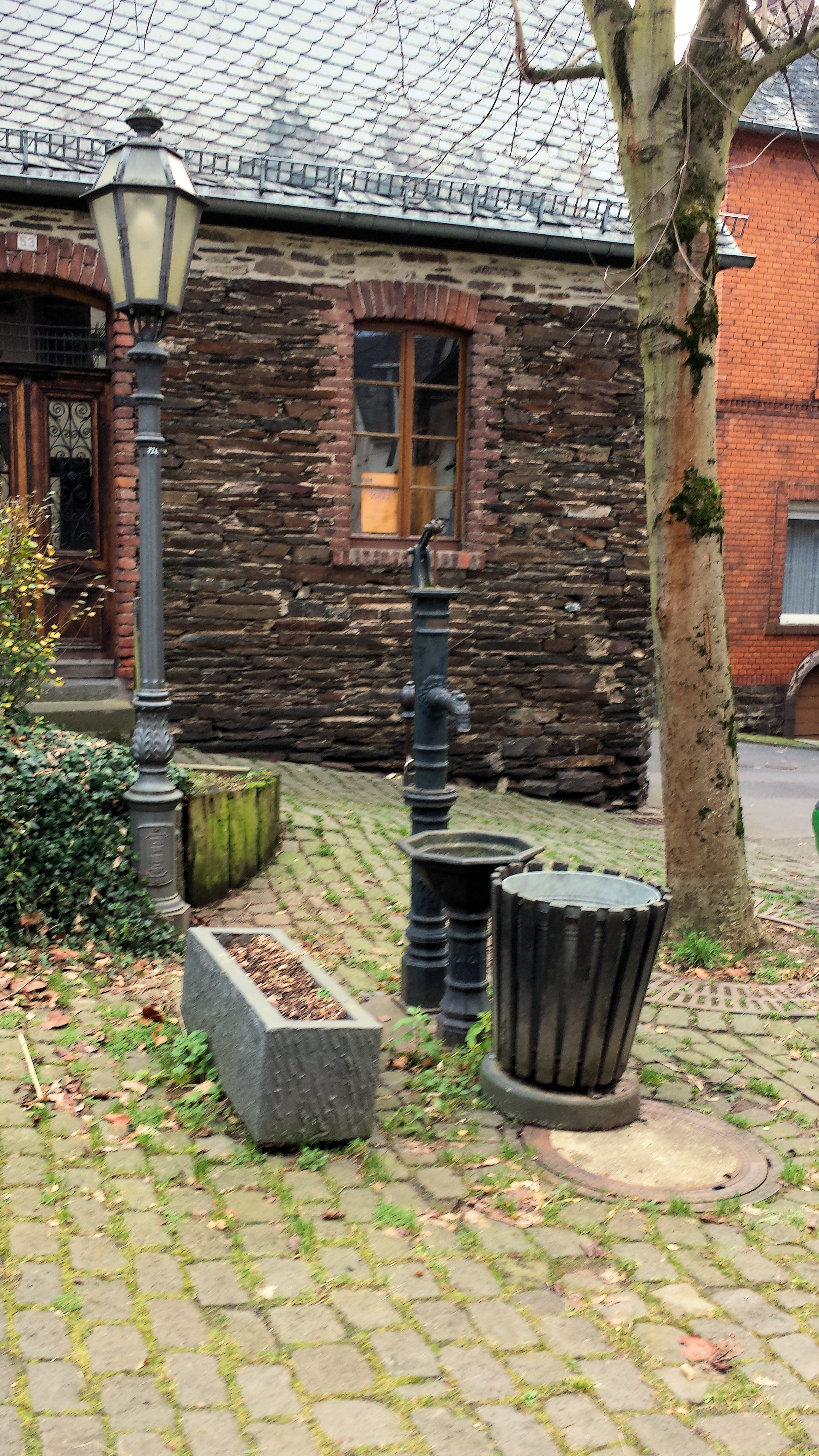
Pumpenplatz in Cond

Allerdings war es so, dass dort alle Fundstücke neu katalogisiert wurden, was es später nahezu unmöglich machte, damalige Funde aus dem Grab zu identifizieren, um sie einer erneuten wissenschaftlichen Untersuchung zuzuführen. Lediglich eines der vielen Fundobjekte, ein Knickwandtopf, konnte bei einer Recherche Anfang der 1980er Jahre durch einen Archäologen anhand einer Inventarnummer identifiziert werden. Der Keramiktopf war unbeschädigt, besaß eine schwarze geglättete Oberfläche und eine im oberen Teil mit einem Rollrädchen eingedrückte umlaufende Punktverzierung. Funde fränkischer Keramiktöpfe mit diesen Charakteristika werden sicher der Zeit der Merowinger ab dem 5. Jahrhundert zugeschrieben.
Die zweite fränkische Grabstelle in Cond entdeckte man bei Ausschachtungsarbeiten für den Keller eines zu bauenden Hauses der Familie Dohler in der Valwiger Straße 41 in den Jahren 1948/49. Die Gräber waren mit großen Schieferplatten abgedeckt worden und enthielten neben zwei menschlichen Schädeln, Reste eines Kleeblattkruges (ohne Mündung) und eine metallene Lanzenspitze. Die Fundobjekte führte man dem Landesdenkmalamt zu, die rautenförmige Lanzenspitze gilt seither allerdings als verschollen. Da bereits in der Vergangenheit an gleicher Stelle Gräber aus dieser Epoche gefunden, bzw. bei Grabungen angeschnitten worden sind, ist die Annahme, dass es sich um ein Reihengräberfeld handelt, durchaus gegeben. Zumeist legten die Franken ihre Gräber oberhalb ihrer Siedlungen, am Beginn von Steilhängen an, von daher wird angenommen, dass sich das Zentrum der frühesten fränkischen Besiedelung im 6. oder 7. Jahrhundert n. Chr. in Cond, im Areal des heutigen Pumpenplatzes befand.

## Ursprung des Ortsnamens Cond

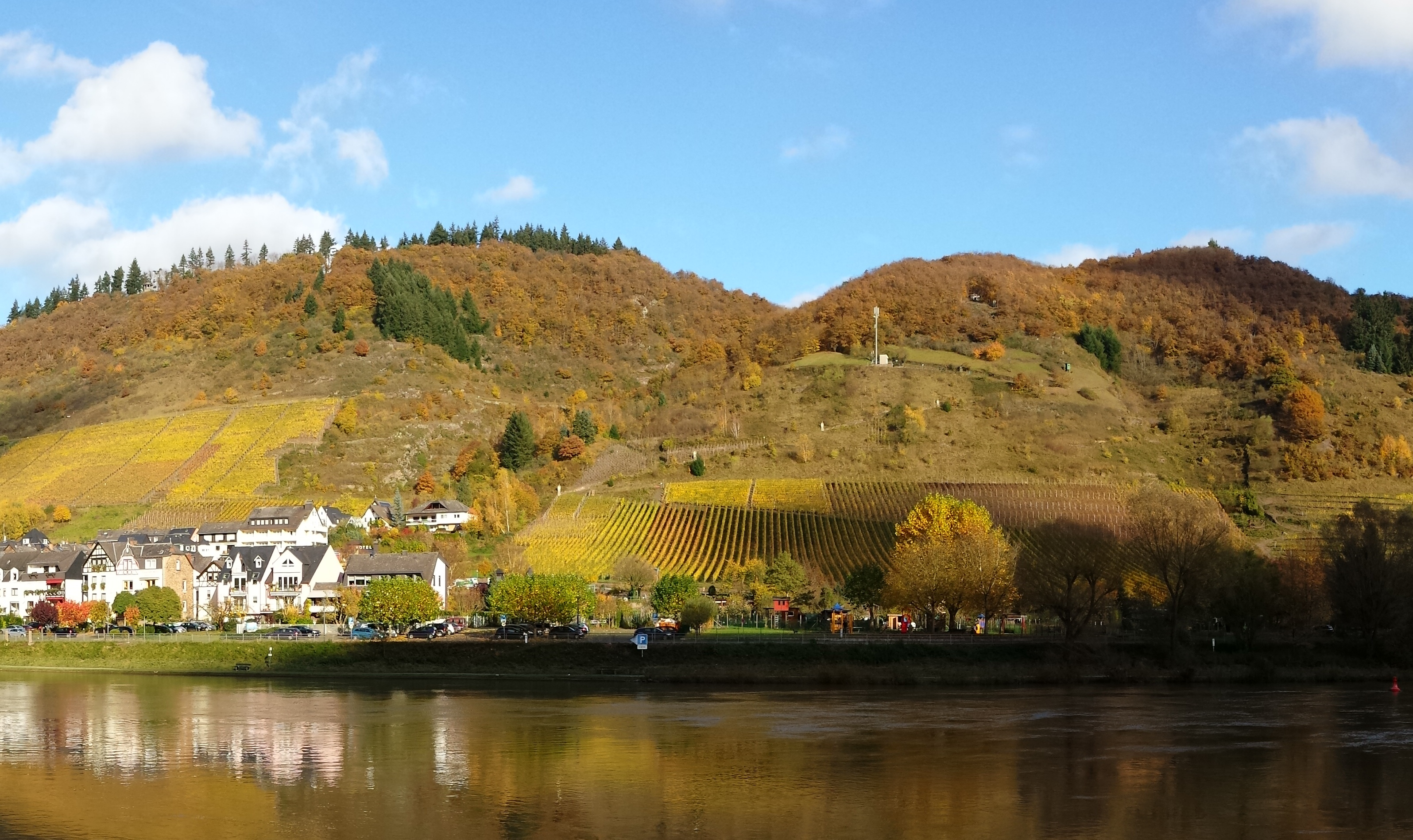
Taleinschnitt des Hullebachs in Cond

Als die am wahrscheinlichsten anzunehmende Erklärung für den Ortsnamen Cond gilt der auf seine frühesten keltischen Bewohner zurückzuführende Begriff Condatis, der ein keltischer Gott war. Der Name leitet sich vom keltischen Wort condate ab und bedeutet „Zusammenfluss“ zweier Gewässer, des Hullebachs und der Mosel. Der Name Condato wurde in Gallien häufig für solche Orte verwendet. Eine spätere Bezeichnung des Ortes Condedunum – die Römer waren den Kelten als Besiedler in Cond gefolgt – enthielt als zweiten Zusatz den Namen -dunum, der wiederum Bestandteil lateinischer Namen für keltische Siedlungen war und vom keltischen Dun (keltisch *dūnon) abzuleiten ist. Er ist einem „befestigten Ort“ gleichzusetzen und damit ein Begriff, den die Römer von den Kelten übernommen hatten.

## Chronologische Erwähnungen von Cond
- Der Name Condindon für Cond ist die erste Erwähnung in einer nicht näher bezeichneten Urkunde aus dem Jahre 840.[20]
- Am 5. März 857 schenkten die Cousins Willefried und Leodin die von ihren Eltern ererbte basilica in villa Condenduno der Abtei Stablo unter der Bedingung, die Pfarrei mit einem Priester aus dem Kloster zu besetzen. Dieser solle dort den Gottesdienst abhalten, predigen und Taufen durchführen. Zeugen der nur noch als Abschrift aus dem 13. Jahrhundert in lateinischer Sprache verfassten Urkunde waren, Ramibert (lat. Ramibertus), Herimann (Herimannus), Wigbald (Wigbaldus), Randulf (Randulfus), Mother (Motherus), Ernulf (Ernulfus), Wanbert (Wanbertus), Adelard (Ardelardus) und Leobin (Leobinus). Aus der in Cond vollzogenen Urkunde kann man ferner den Hinweis entnehmen, dass sich die erwähnte Basilica bereits im Besitz einer adeligen Familie befand und dass dort schon vorher die heilige Messe gelesen wurde. Seelsorgerisch wurde die Kirche in Cond bis dahin von der Pfarrei Klotten betreut, jedoch wurde dies als so unbefriedigend empfunden, dass man sich laut Urkunde ausdrücklich eine Seelsorge „künftig ohne Verzug“ wünsche.
- Am 12. April 912 kam es abermals zu einer Schenkung durch König Karl dem Einfältigen, als dieser seinen Königshof in Cond (und auch den von Merl) mit all seinen Besitztümern, Grundstücken und Personen nebst Einkünften einem Mönch namens Fulrad von Stablo mit der Verpflichtung übertrug, dort „die regelmäßige Feier des Sonntags“ zu achten.[21] Als Zeugen dieser Schenkung wurden sowohl der Graf Reginar (lat. Reginaris) als auch Berengar (Berengarius) genannt.
- Für das Jahr 943 wurde der Name Condondano in einer nicht weiter belegten Urkunde, in der systematischen Geschichtsschreibung Eiflia illustrata von Georg Bärsch, erwähnt.[22]
- Im Jahre 1075 erhielt das Lieblingskloster Siegburg des Kölner Erzbischofs Anno II. Güter an der Mosel. Später berichtete Erzbischof Albero von Trier in einer Urkunde, dass Anno II. dem Kloster 27 Mansen gegeben hätte, worunter sich Cond, Ellenz, Bruttig und Faid befänden.
- Für die zweite Hälfte des 13. Jahrhunderts wurde in einem Verzeichnis des Trierer Erzbischofs Heinrich II. (1260–1286) eine Kathedralsteuer im Landekanate Keimta (Kaimt) für mehrere Moselorte, wie z. B. Clotene (Klotten), Pumere (Pommern), Cogeme (Cochem) und Cunda (Cond) erhoben.
- Im 14. Jahrhundert besaß das Stift Münstermaifeld in Cond: agrum inter agros communitatis situm in Cond, (deutsch, „auf Feldern zwischen Feldern der Gemeinde Cond gelegen“), 12 pecie vinearum (12 Stücke Weinberg), 3 pecias vinee (3 Stücke von Weinbergen) sowie einen Anteil an Obstbäumen.
- Im Jahre 1456 wurde der Besitz derer v.d. Leyen (Adelsgeschlecht) in Cond, in einen halben Hof samt Zubehör sowie in seine Weingärten und deren Weingülte aufgeteilt.
- Am 24. August 1467 vergab der Trierer Erzbischof Johann II. seinen Hof zu Cond in Erbpacht.
- Der Klottener Notar Peter Pauli beurkundete am 18. Juli 1614 die Verpachtung der zu Kollig gelegenen Güter, der Eheleute Theiß Baltes und Anna zu Cond, an Jakob und Thomas Münigs (Vater und Sohn).
- Im Jahre 1765 erfolgten Instruktionen und eine Ablassbewilligung wegen des Kreuzweges zu Cond.

## Schulwesen
Wurde der Schulbetrieb im 17. Jahrhundert noch im Wesentlichen unter kirchlicher Aufsicht betrieben, Kapläne, Hilfsgeistliche wie Frühmesser oder Gemeindeschreiber, mitunter auch Handwerker, brachten den Kindern die elementaren Kenntnisse im Lesen, Schreiben und Rechnen bei, so änderte sich dies ab dem Jahr 1770. Der Staat gewann ein Interesse an der schulischen Ausbildung, um sie z. B. für politische Zwecke nutzen zu können, Kurtrier ließ primäre Schulen als eine Art Volksschulen einrichten, jedoch erwies sich der größte Teil der Bevölkerung als reformunwillig. Da den Lehrern zunächst ebenfalls die Fähigkeit zur Verbesserung ihrer ausbilderischen Qualitäten fehlte, richtete die Stadt Koblenz 1784 eine sogenannte „Normalschule“ ein, um eine gewisse Norm schulischer Ausbildung von Lehrern sicherzustellen.
Nachdem Frankreich und seine Revolutionstruppen das Rheinland erobert hatten, ging dieser erfreuliche Trend vorübergehend zurück, bis zum Jahr 1798, denn jetzt begannen die Überlegungen, das Schulwesen grundlegend auf solider Basis unter der Kontrolle des Staates zu reformieren. Lehrer ließ man fortan in Koblenz, später auch in Trier in eigens für sie eingerichteten Ausbildungsstätten ausbilden, auf Französisch wurde wegen der Amtssprache ebenfalls Wert gelegt. Da jedoch die Bezahlung der Lehrer von Eltern und Gemeinde zu tragen waren und auch keine Schulpflicht bestand, konnte als Folge der schlechten Bezahlung der Lehrkörper auf die Dauer keine sonderlich gute schulische Ausbildung der Kinder erreicht werden. Als Preußen ab 1814 wieder die linksrheinischen Gebiete übernahm, gingen im Schnitt weniger als die Hälfte aller Kinder in eine Schule.
Im Jahre 1825 wurde ein entsprechendes Gesetz verabschiedet, und der Schulbesuch war fortan Pflicht für alle Kinder, was 1829 dazu führte, dass das Schullokal die nunmehr 82 Schüler nur noch bedingt aufnehmen konnte. Der erste Lehrer der neuen Ära war Johann Peter Bootz von 1813 bis 1855. Ihm folgten Anton Fischer bis 1862, Philipp Pinger bis 1868, Johann Jacob Gilles bis 1881, Johann Müller bis 1884 und Nikolaus Schaefgen bis 1920. Eine zweite Lehrerstelle übernahm in der Zeit von 1876 bis 1907 Anna Simon sowie Maria Bedorf von 1908 bis 1920 um von da an bis 1936 das Lehreramt wieder alleine auszuüben.
Ab 1933 versuchten die politischen Machthaber, wie sonst überall auch, nationalsozialistisches Gedankengut unter die junge Schülerschar zu bringen, um sie so besser als künftige Generation heranziehen zu können. Im Jahre 1939 wurden die Volksschulen in Cochem, Cond und in Sehl wegen verminderter Schülerzahlen zu einem Schulbezirk zusammengefasst, so dass nun alle Schüler in allen Stadtteilen und der Stadt Cochem selbst eingeschult werden konnten.
Als der Zweite Weltkrieg ausgebrochen war, ging der Unterricht noch zumeist wie gewohnt weiter, jedoch musste gegen Kriegsende, wegen der vielen Bombenangriffe auf Cond, der Unterricht vermehrt ausgesetzt werden. Von 1947 an war es Konrektor Biesel, der auch als Organist in Cond tätig war, der den Schulbetrieb für die höheren Klassen wieder aufnahm. 1950 kam der aus Büchel stammende Lehrer Otto Przyklenk nach Cond, um dort als Lehrer zu unterrichten, jedoch verstarb der allseits beliebte und fähige Lehrer im Jahre 1954 bei einem Verkehrsunfall. Am 14. Juli 1954 wurde die Volksschule in Cond in der Zehnthausstraße schließlich aufgelöst, und man begann mit der Planung einer neuen Schule an der Bergstraße, die im Jahre 1959 eingeweiht werden konnte. Die neue Schule wurde insgesamt 23 Jahre lang genutzt, bis die Anzahl der Schüler so stark zurückgegangen war, dass auch sie endgültig geschlossen werden musste.

## Vereinsleben

### Katholischer Junggesellenverein Cond
1902 gründete man den Katholischen Junggesellenverein Cond, dessen Sinn und Inhalt u. a. die Förderung der Bruderliebe, des Ordnungssinns und der Sittlichkeit war. Geselliges Zusammensein mit edlen Vergnügungen sollten bei Bedarf und den Umständen angepasst abgehalten werden, Aufnahme fanden nur mindestens 18-Jährige, die katholisch, unbescholten und als umgänglich galten. Der Eintritt in den Verein wurde gegen eine Aufnahmegebühr von 3 Mark gewährt, der monatliche Beitrag für die Mitglieder betrug 25 Pfennige. Das zuletzt hinzugekommene Mitglied hatte die Funktion eines Boten zu übernehmen, und bei Schließung des Ehebundes erlosch die Mitgliedschaft automatisch. Mit dem Pastor vereinbarte man eine gemeinschaftliche Kommunion an bestimmten Feiertagen, und zur heiligen Messe wurden von den Mitgliedern des Vereins Lieder vorgetragen. 1912 feierte der Verein sein zehnjähriges Stiftungsfest; 1923 ernannte man Pfarrer Josef Reuter zum Ehrenpräsidenten. Ob der Verein über das Jahr 1937 hinaus bestand, ist wegen der nationalsozialistischen Gleichschaltungsmaßnahmen, bei denen alle kirchlichen Vereine verboten wurden, nicht bekannt.

### Marianische Jungfrauen Congregation
Der Verein nahm nur Jungfrauen aus Cond auf, es wurde auf eine sittliche Lebensführung geachtet, und man pflegte die Marienverehrung, weswegen der Verein auch „Marienverein“ genannt wurde. Zumeist traten die jungen Frauen dem Verein am Ende ihrer schulischen Ausbildung bei, die Mitgliedschaft endete wiederum beim Eintritt in den ehelichen Bund. Über das Jahr 1937 hinaus bestand, wie auch bei allen anderen kirchlichen Vereinen dieser Zeit, keine Möglichkeit der Existenz, da die Nationalsozialisten alle Vereine unter kirchlicher Leitung verboten.

### Conder Gesangsvereine
- Das Gründungsjahr des „Männergesangvereins Cond“ wurde nicht überliefert. 1906 trat man unter der Leitung des Präsidenten und Dirigenten Nikolaus Schäfgen mit 15 Sängern bei einem Fest in Cochem auf. Der Verein existierte bis mindestens 1911, seine Auflösung während des Ersten Weltkriegs gilt als sehr wahrscheinlich.
- 1921 gründete man den „Männer Gesang-Verein ‚Eintracht‘ Cond“. Die Rückseite einer alten Vereinsfahne ziert der Wahlspruch des Vereins mit den Worten „Rein im Sang, Treu im Wort, Fest in Eintracht immerfort“. Die offizielle Fahnenweihe erfolgte im Jahre 1927, nach dem Zweiten Weltkrieg trat der Verein unter dem neuen Namen „Männer Gesang-Verein ‚Moselgruß‘“ auf.
- In den 1960er Jahren, als die Sänger in Cond ohne Führung geblieben waren, übernahm zeitweilig Fritz Jakobs die Dirigentschaft des Gesangsvereins der Conder Schoppensänger, der sich neu formiert hatte. Den Conder Kirchenchor Cäcilia, der später in die Singgemeinschaft Cond überging, gab es bereits vor dem Zweiten Weltkrieg, auch hier war es wieder Fritz Jakobs aus Cochem, der die Leitung des Chors übernahm.

### Conder Spar- und Darlehnskassen-Verein
Der Verein hatte die Aufgabe, seinen Mitgliedern die Anlage von Geld oder eine Kreditnahme zu ermöglichen. Der Form nach handelte es sich um eine eingetragene Genossenschaft der eigene Scheckformulare besaß. Schecks konnten bei allen anderen, dem Deutschen Genossenschaftsring angeschlossenen Kassen, verrechnet werden. Der Verein der später in die Conder Raiffeisenkasse überging, bestand nachweislich seit mindestens 1911 und längstens bis zum Jahr 1961. Nach dem Zweiten Weltkrieg wurde die Filiale der Genossenschaft in Cond durch Jakob Goebel als dessen Leiter betreut.

### Conder Winzerverein
Diesen Verein, der eine Winzergenossenschaft war, hatte man gegründet, um kleinere Winzerbetriebe in Cond, die nicht über eigene Kelterkapazitäten verfügten, versorgen zu können. Zunächst wurde ein Keller im Hotel Rebstock angemietet, später zog man jedoch mit dem Vereinsgebäude in die Remaclusstraße um. Ein weiterer Vorteil der Genossenschaft war, dass diese über größere Fässer und schon früh über eine elektrisch betriebene Kelteranlage verfügte. Der Verein ging in den 1960er Jahren in die neugegründete Gebietswinzergenossenschaft im benachbarten Moselort Ernst auf.

### Spiel- und Sportverein „Brauselay“ Cond 1912
Das erste Fußballspiel Deutschlands wurde 1874 von Konrad Koch, der Lehrer eines Gymnasiums war, eingeführt. Englische Kaufleute und Industrielle, die in Deutschland lebten und arbeiteten, machten das Spiel zunehmend im westlichen Rheinland populär. 1900 wurde der Deutsche Fußball-Bund (DFB) gegründet, und Cond folgte bald dieser neuen Form von Mannschaftssportart und gründete seinen ersten eigenen Fußballverein im Jahre 1912. Um eine besondere Verbundenheit zur Gemeinde auszudrücken, wählte man die „Brauselay“ als Ergänzung zum Vereinsnamen. Das Vereinsemblem ihrer Trikots zierte das Kürzel „Sp. u. Sp. V. Brauselay Cond 1912“, die Vereinsfahne mit dem gleichen Emblem versehen, trug die Farben blau- oder rot-weiß. 1930 wurden der Turnverein „Frischauf“ Cond und der Sportverein „Brauselay“ Cond nach einer Mitgliederabstimmung zusammengeführt und der neue Name „Turn- und Sportverein 1912 Cond“ gewählt, erste Vorsitzender wurde Anton Michels, Franz Raab wählte man als Spielwart. Später entstand daraus die Spielvereinigung 1912 Cochem e. V.

### Freiwillige Feuerwehr
Die Gründung der Freiwilligen Feuerwehr geht auf das Jahr 1911 zurück, als man sich auf Einladung des Conder Johannes Hieronimi, zusammen mit dem Gemeinderat, dem Gründer der Cochemer Feuerwehr Pedro Friedrichs und 30 Einwohnern von Cond traf, um sich über dieses Projekt zu beraten. Man wurde sich rasch einig, die Freiwillige Feuerwehr mit dem Leitspruch Gott zur Ehr, dem nächsten zur Wehr für gegründet erklärt und der Winzer Peter Laux zum ersten Brandmeister bestellt. Ihrem ersten Einsatz kam die neu gegründete Feuerwehr bereits am 7. August 1911 im Nachbarort Valwig nach, der zweite Einsatz folgte am 4. November 1911 auf Cochemer Seite. Nach der Eingemeindung Conds mit der Stadt Cochem im Jahre 1932 wurde die Conder Feuerwehr als Löschzug III in die Cochemer Feuerwehr integriert. Der gleiche Löschzug war es auch, der am 1. November 1980 die erste Jugendfeuerwehr im Cochemer Stadtgebiet gründete. Die Ausbildung der jungen Gruppe übernahm zunächst Eberhard Krammes, später Ulrich Franzen.

## Persönlichkeiten
- Carl Joseph Friedrichs (1831–1916), Buchdrucker, Autor und Goldgräber
- Jakob Anton Ziegler (1893–1944 im KZ Dachau), deutscher katholischer Theologe und Pfarrer
- Eucharius Balthasar (* um 1630; † nach 1677), Benediktiner und Abtvertreter in Villmar.
- Adalbert Heil (1907–1999), Katholischer Geistlicher
- Werner Franzen (1928–2014), Künstler und Bildhauer
- Ernst Heimes (* 1956), Schriftsteller und Kabarettist
- Heinrich Jaeger (1816–1888), preußischer Verwaltungsbeamter und Landrat
- Johannes Fuchs (1874–1956), Oberpräsident der preußischen Rheinprovinz

## Unglücksfälle

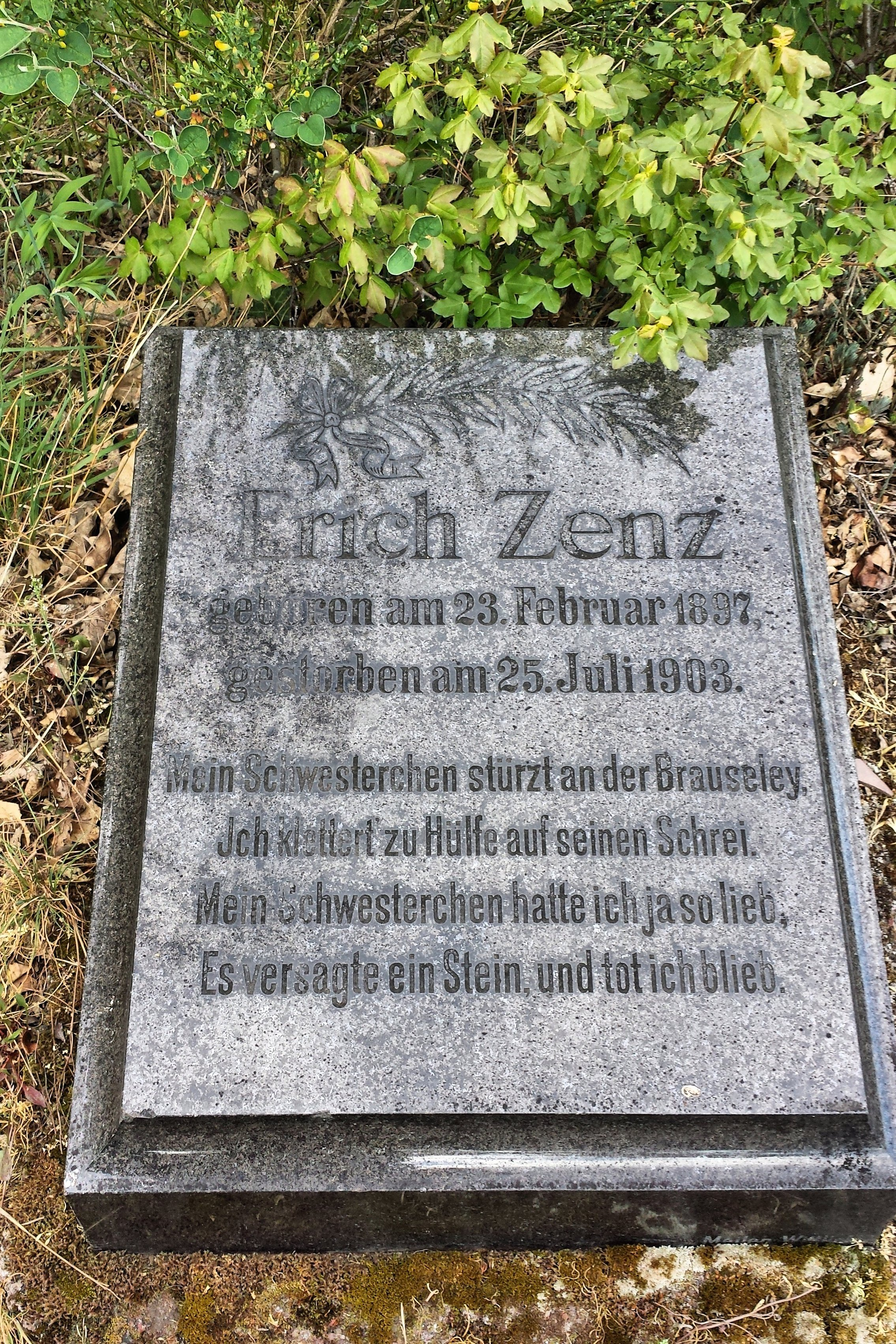
Gedenkstein für Erich Zenz (Brauselayfelsen Cond)

- Am 25. Juli 1903 stürzte der kleine Erich Zenz aus Cond in der Conder Brauselay beim Versuch ab, sein Schwesterchen zu retten, das abzurutschen drohte, und kam dabei zu Tode. Ein Gedenkstein – vom aufgelösten Familiengrab der Familie Zenz – wurde in den 1990er Jahren in die Nähe des Aussichtspunktes auf dem Brauselayfelsen versetzt. Er trägt die Inschrift: „Mein Schwesterchen stürzt an der Brauselay. Ich kletterte zu Hülfe auf seinen Schrei. Mein Schwesterchen hatte ich ja so lieb, Es versagte ein Stein und tot ich blieb“.
- Am 15. März 1983 kam es zu einem Großbrand im Hallenwellenbad, der durch einen defekten Heizofen im Saunabereich ausgelöst wurde. Verletzte gab es damals nicht, da die Sauna zu dem Zeitpunkt noch nicht geöffnet war.
- Am Samstag, den 21. März 1981 kam es in der Hindenburglay zu einer weiteren menschlichen Tragödie, als sich Hans Günter Sebastiany auf den Weg machte, um in den Felsen der Lay nach Layensalat (einer Art Löwenzahn) zu suchen. Die später alarmierte Polizei und die Feuerwehr des III. Löschzuges aus Cond konnten den vermissten Mann wegen der einsetzenden Dunkelheit jedoch nicht mehr finden. Als man ihn am nächsten Tag fand, kam jede Hilfe zu spät. Heute erinnert ein kleines Eisenkreuz mit einer Tafel an den Verunglückten, aufgestellt hatten es die Conder Feuerwehrkameraden im Jahre 1984.

## Conder Familiengeschichten

### Brixiadenstube

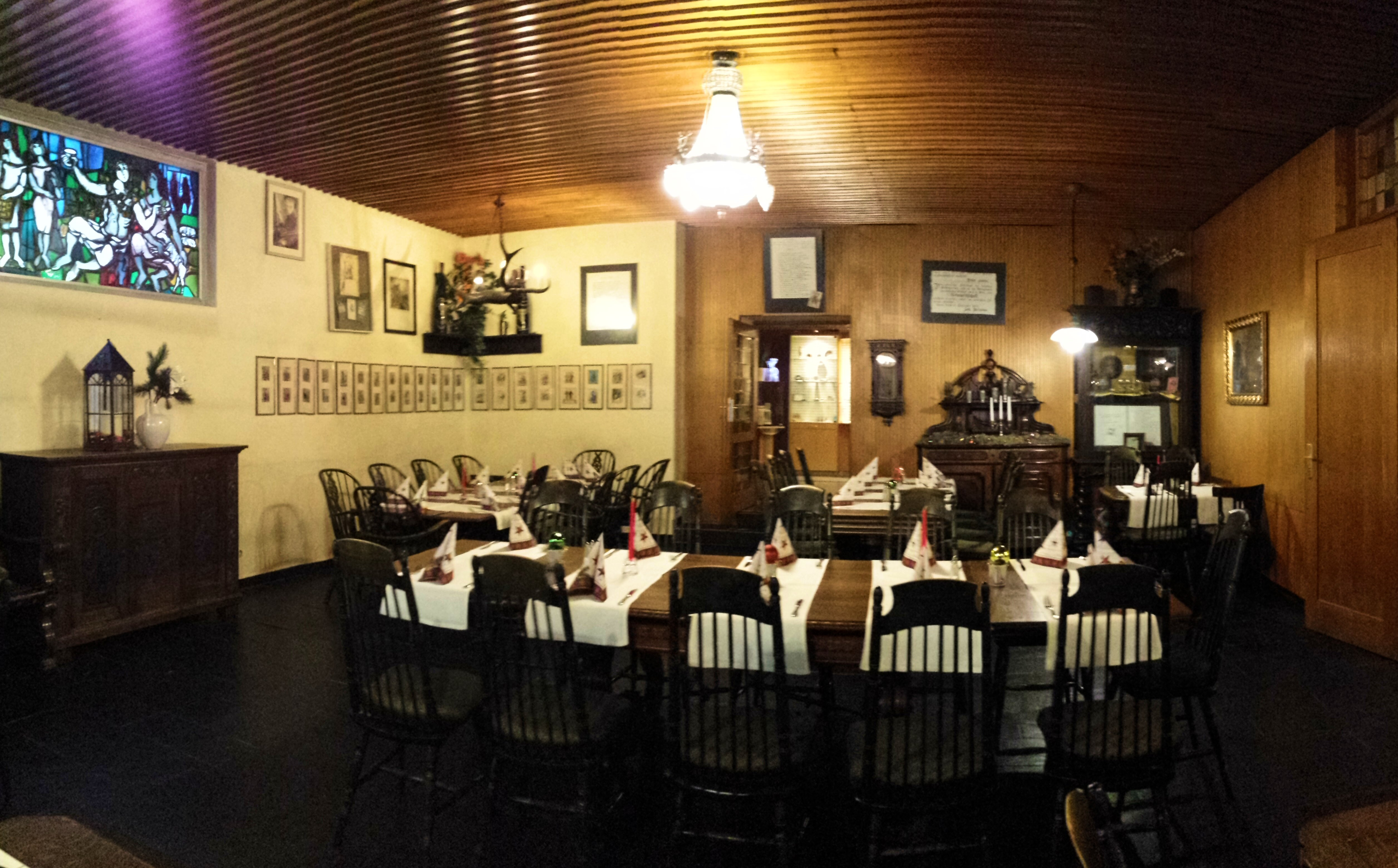
Brixiadenstube Treffpunkt des Dichters Joseph von Lauff

Im Jahre 1902 wurde der im Stadtteil Sehl wohnende Schriftsteller und Dichter Joseph von Lauff Zeuge eines Unfalls. Von seiner Villa Krain aus sah er, wie auf der gegenüberliegenden Moselseite ein kleiner Junge den Brauselayfelsen hinunterstürzte. Bewegt von diesem Unglück, besuchte er den in Cond wohnenden Vater des kleinen Erich, den Amtsgerichtsrat Peter Zenz, um ihm sein Beileid auszusprechen. Später, als die beiden sich angefreundet hatten, führte Zenz den Dichter in die Stammtischrunde der „Brixianer“ des Gasthofs „Zur Traube“ in Cond ein. Das heute als „Brixiade“ bekannte Hotel war am 3. September 1875 während der Conder Kirmes durch Johann Brixius eröffnet worden. Wegen seiner guten Kenntnisse der lateinischen Sprache wurde er „Lateinischer Winzer“ genannt. Die weinseligen Treffen in der „Brixiadenstube“ veranlassten Joseph von Lauff, der seinen Adelstitel 1913 von Kaiser Wilhelm II. erhalten hatte, zu seiner „Brixiaden-Trilogie“. Die Bücher mit den Titeln Brixiade, Martinsgans und Sauhatz sind literarischer Widerhall dieser gemeinsamen Treffen, seine Gedanken teilt er wie folgt mit: Bibite hoc excellens vinum de vitibus Brixiiatque valete! Hier war es gut sein, hier fand ich das was ich brauchte, um die geplante Trilogie niederzulegen, die köstlichsten Weine und Mitspieler. Gott zum Gruße meine Herren!

## Cunner Melschdebbe

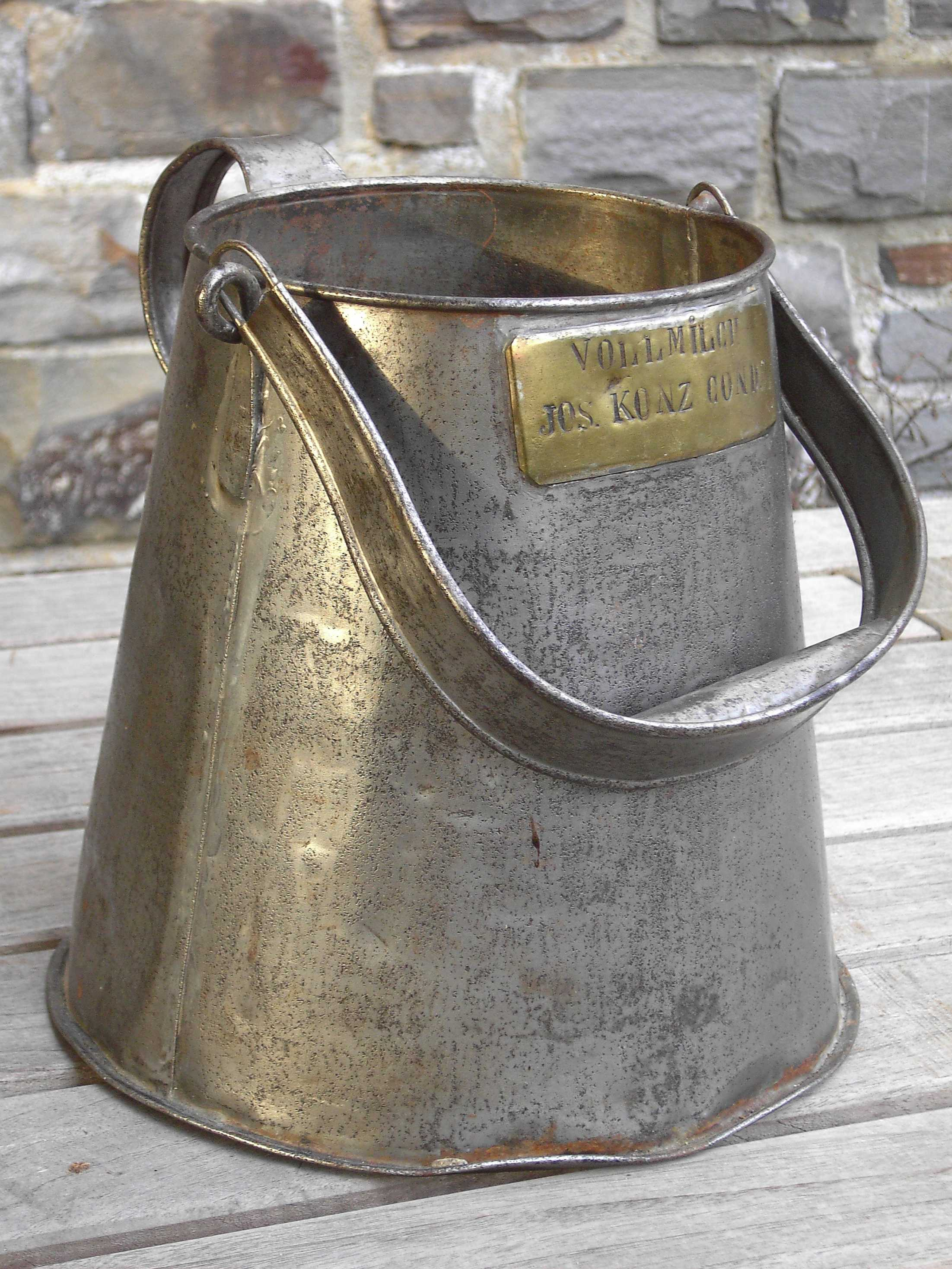
Das Cunner Melschdebbe (Milchkanne)

Der Conder Spitzname und sein Ursprung lassen sich wie folgt erklären: Um 1900 zählte man im Dorf ca. 100 Milchkühe. Butter und Milch fanden bei Stammkunden, meist in Cochem oder auf dem dortigen Markt problemlos ihre Abnehmer. Der Cochemer Kupferschmied Jean Pastor (1898–1976) war bekannt dafür, dass er die besten Kannen fertigte: aus Weißblech, mit Deckel und in konischer Form mit extra breitem Boden für einen sicheren Stand bei der Überfahrt im Nachen. Ein Messingschild mit eingeprägtem Namen stellte sicher, dass sie wieder zu ihren Besitzern gelangten. Das Cunner Melschdebbe wurde zum Synonym für die Conder, so wie Cochemer Schmandelecker für die Cochemer, die vor dem Milchkauf, gerne und durchaus ohne um Erlaubnis zu bitten, einen Finger in die Milch gesteckt haben sollen, um die Dicke der Rahmschicht zu prüfen.

## Bürgermeister
- Wilhelm Göbel (jun.) (vor 1832)
- Michel Göbel (vor 1851)
- Rink (ab 29. Juni 1851)
- Heucher (ab 28. August 1857)
- Theodor Heimes (ab 4. Juni 1862)
- Peter Boos (ab 30. Januar 1872)
- Thiel (ab 26. März 1888)
- Joseph Göbel (I) (ab 14. Dezember 1893
- Karl-Josef Thiel (ab 1924)
- Peter Laux (ab 19. September 1924)
- Robert Michels (ab 24. Juni 1930)

–00(Von 1912 bis 1924 liegen keine Daten vor, seit 1932 ist Cond Stadtteil von Cochem).

## Denkmäler und Gedenkkreuze in Cond

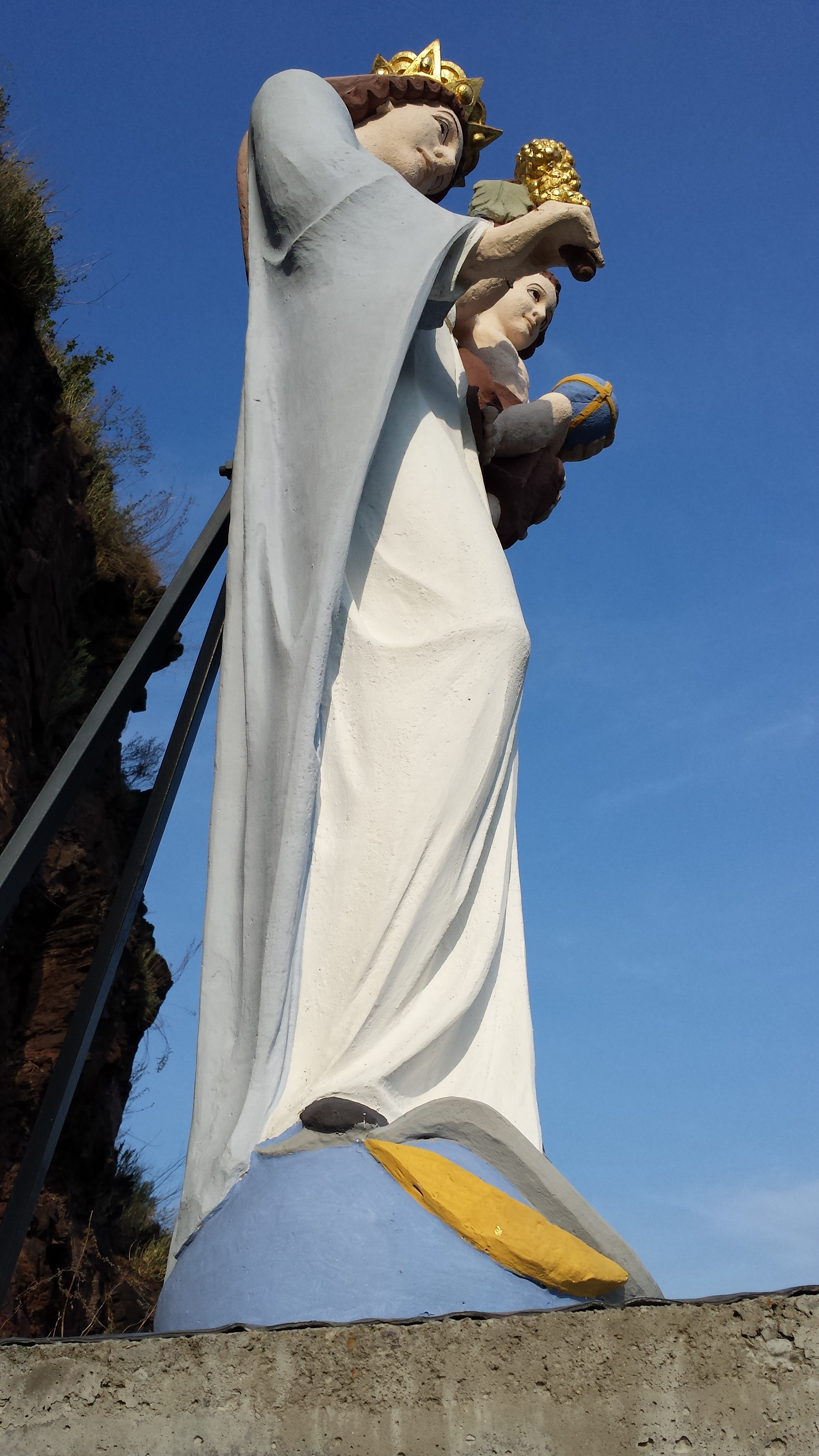
Trauben-Madonna in der Brauselay. 1934 von einem jungen Conder gestiftet, der nicht genannt werden wollte.
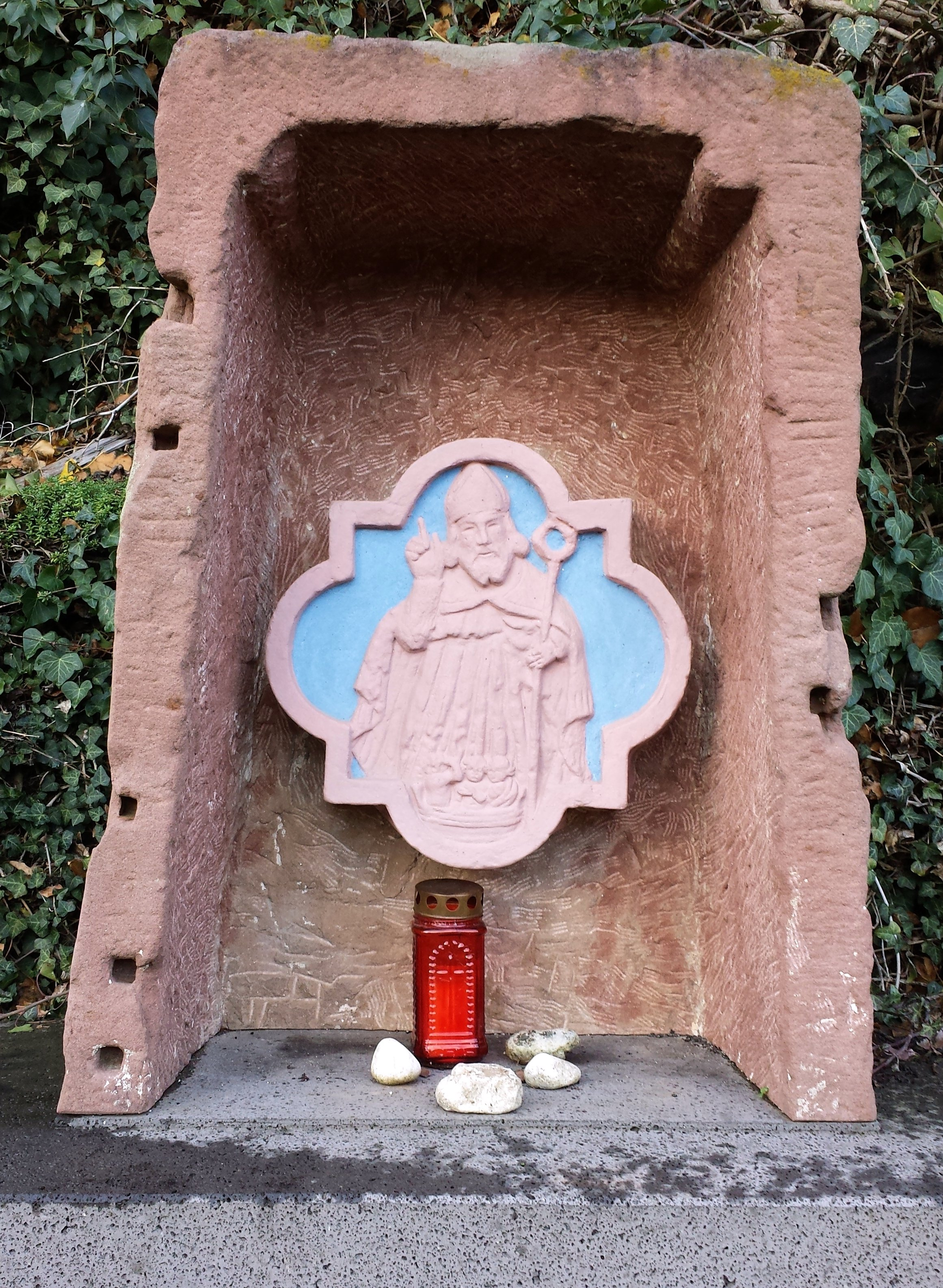
Nikläschen, Bildstock St. Nikolaus am Fuß der Brauselay
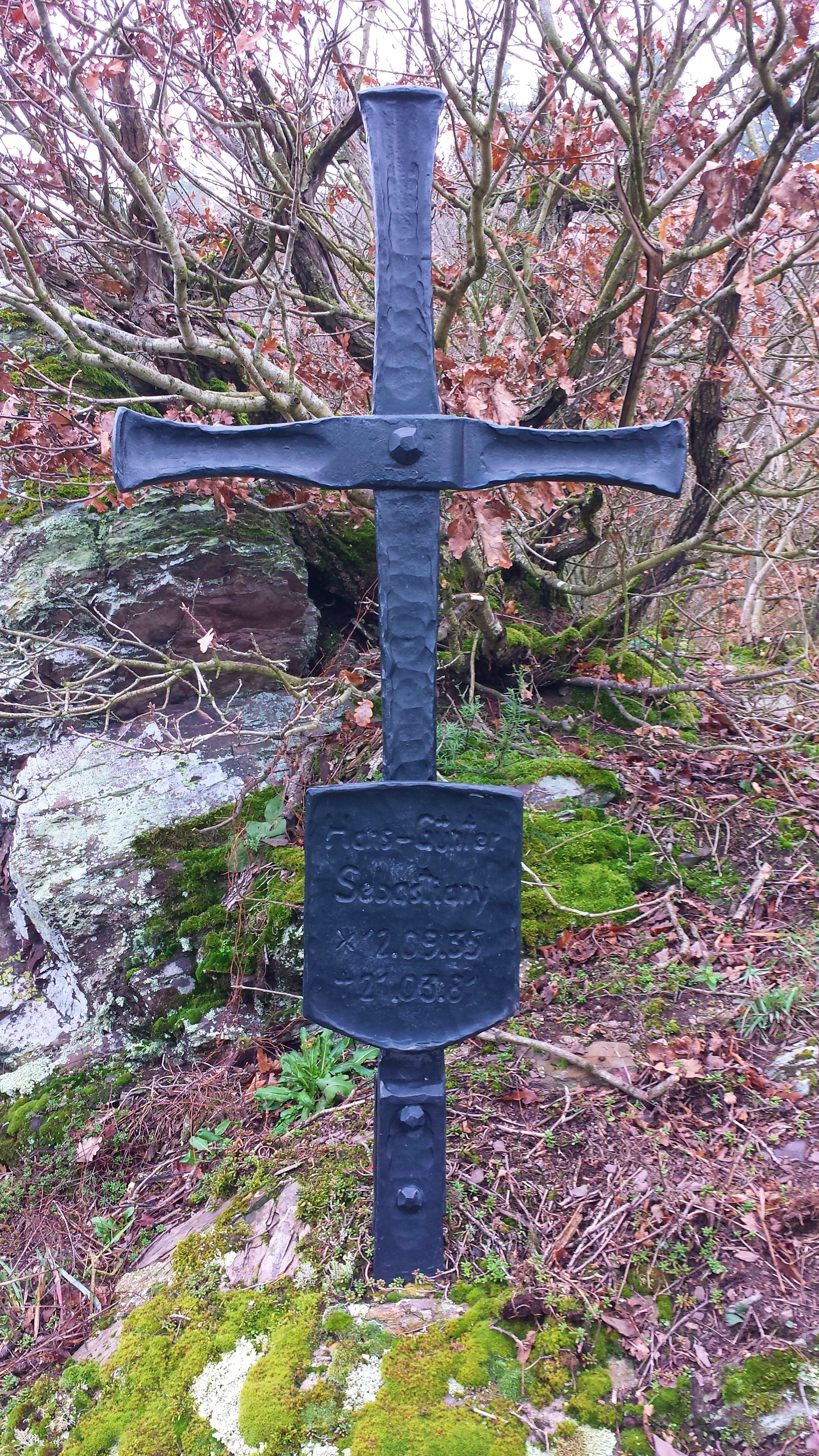
Gedenkkreuz für Hans-Günter Sebastinay auf der Hindenburglay
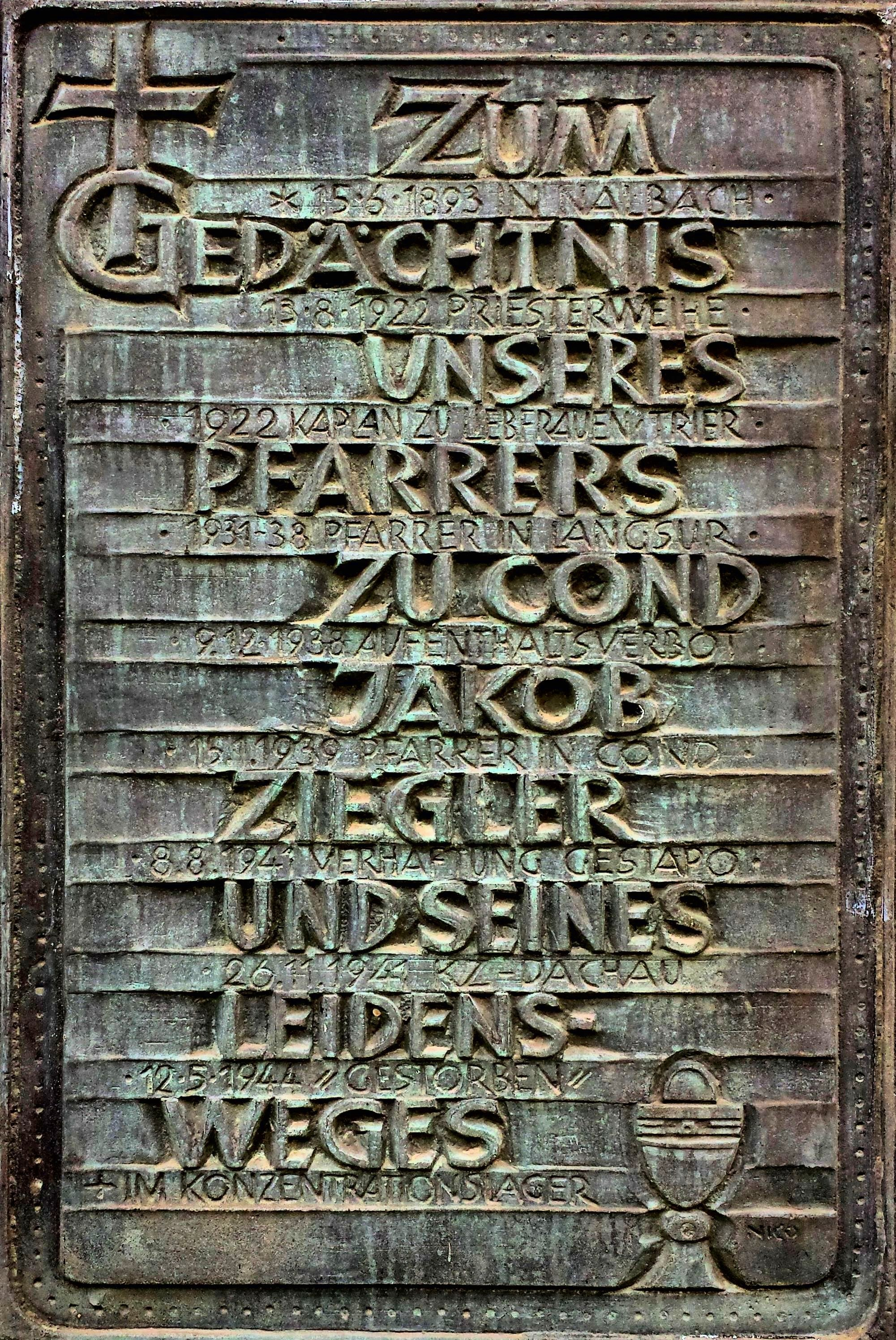
Gedenktafel für Pfarrer Jakob Ziegler am romanischen Kirchturm
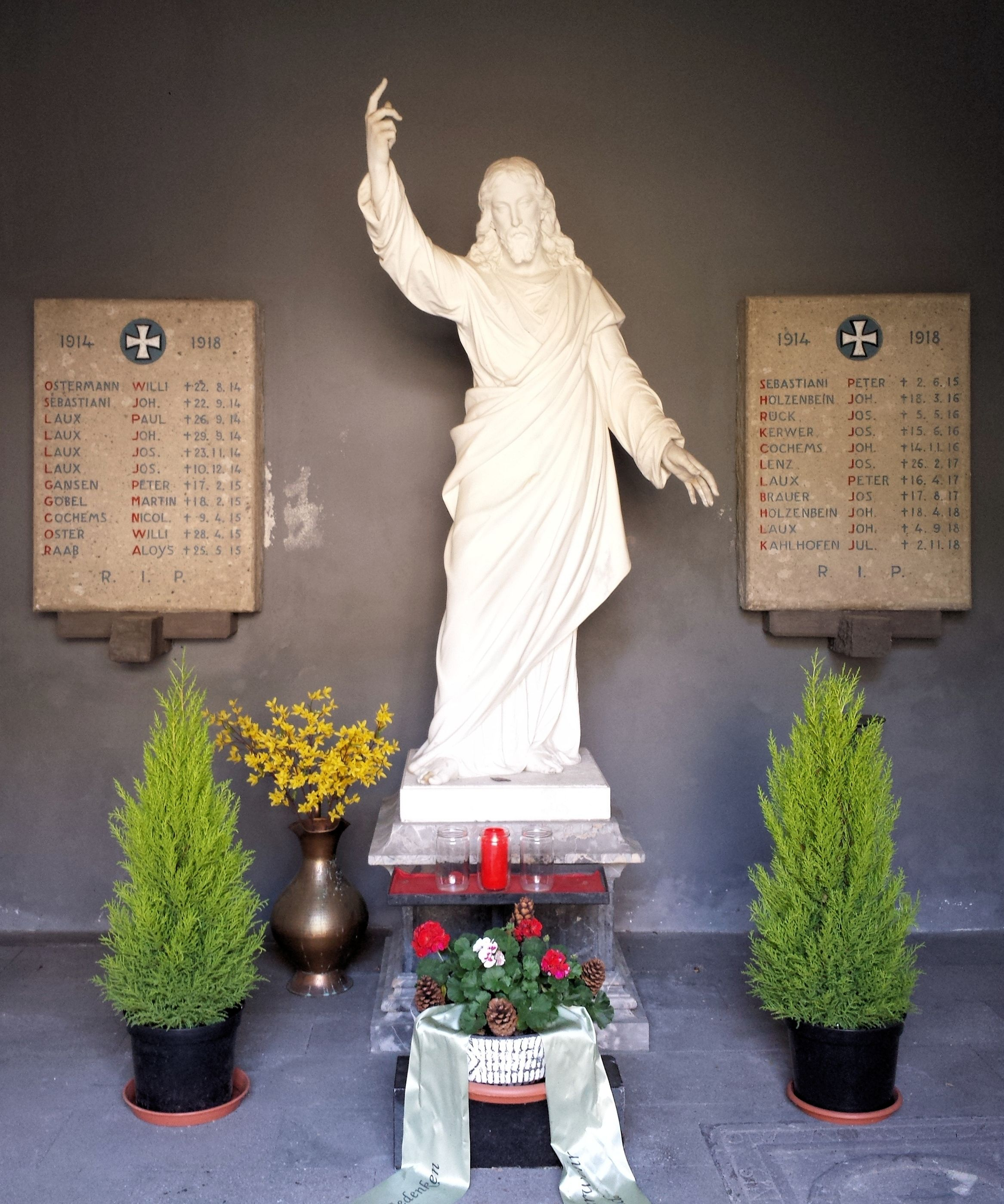
Christusstatue in der Kriegergedächtniskapelle im romanischen Kirchturm, Carraramarmor, Giuseppe Carnevale, Rom 1892
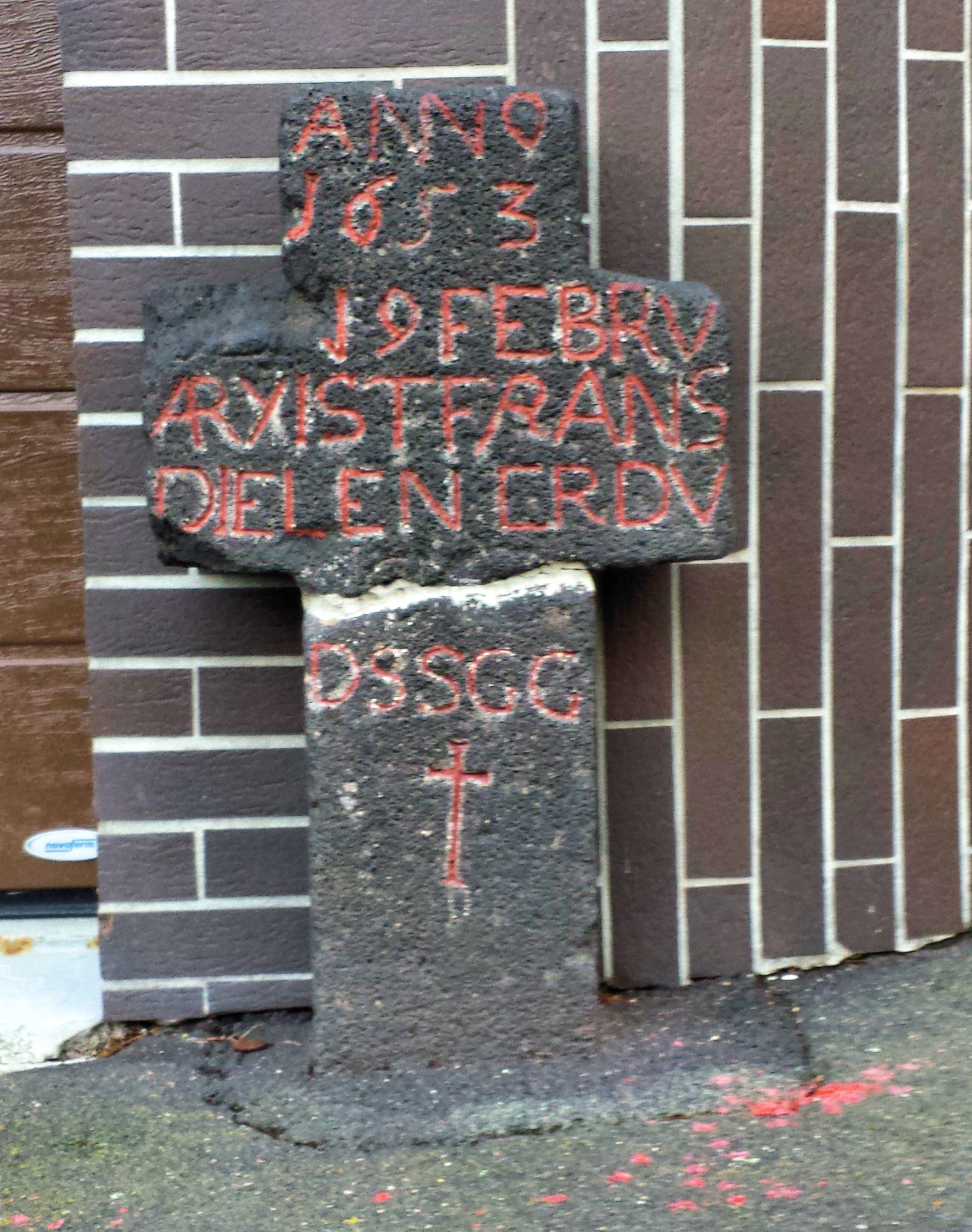
Grabkreuzfragment mit der Jahreszahl 1653 an der Uferstraße Ecke Talstraße
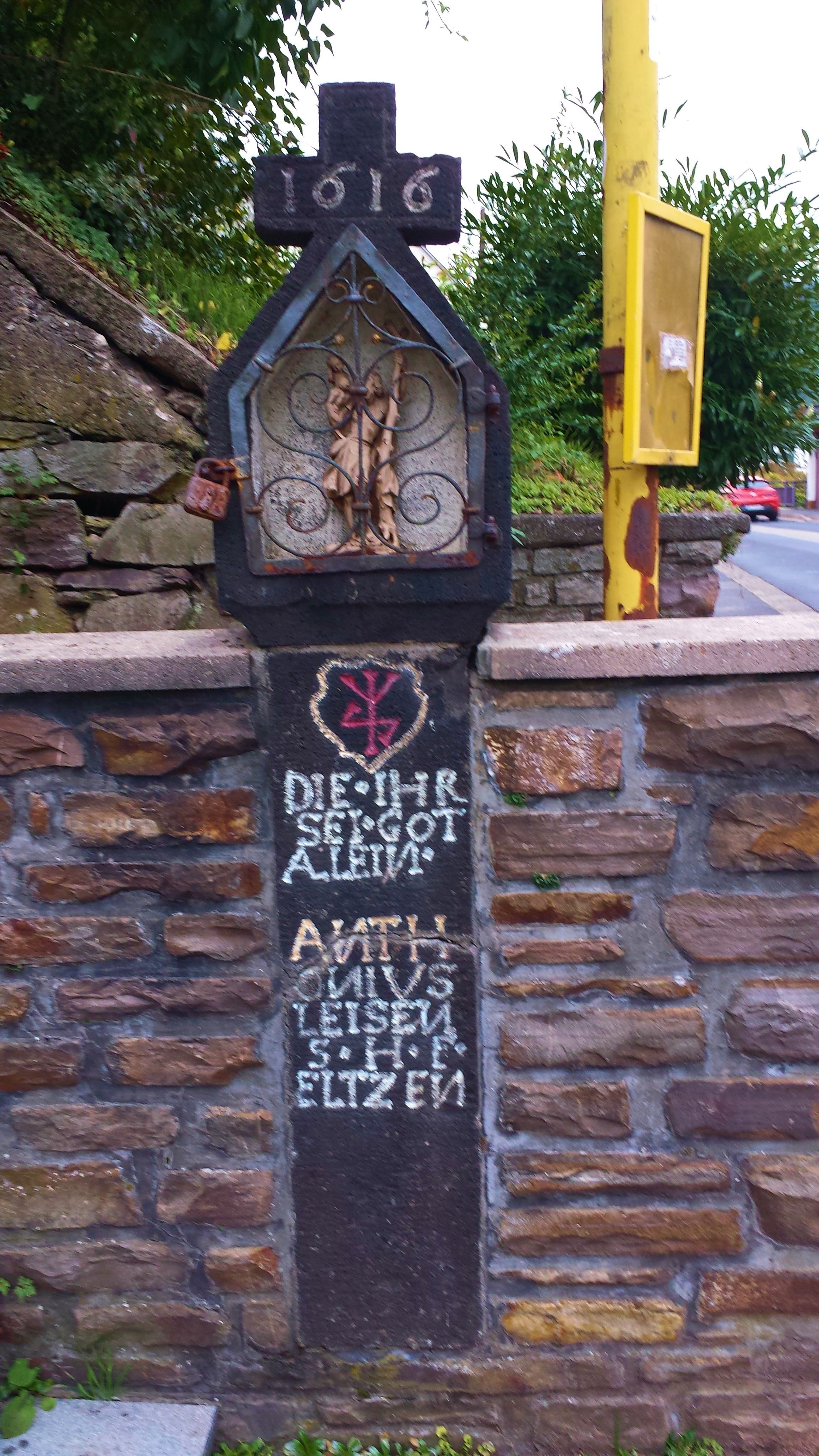
Wegkreuz von 1616 an der Valwiger Straße
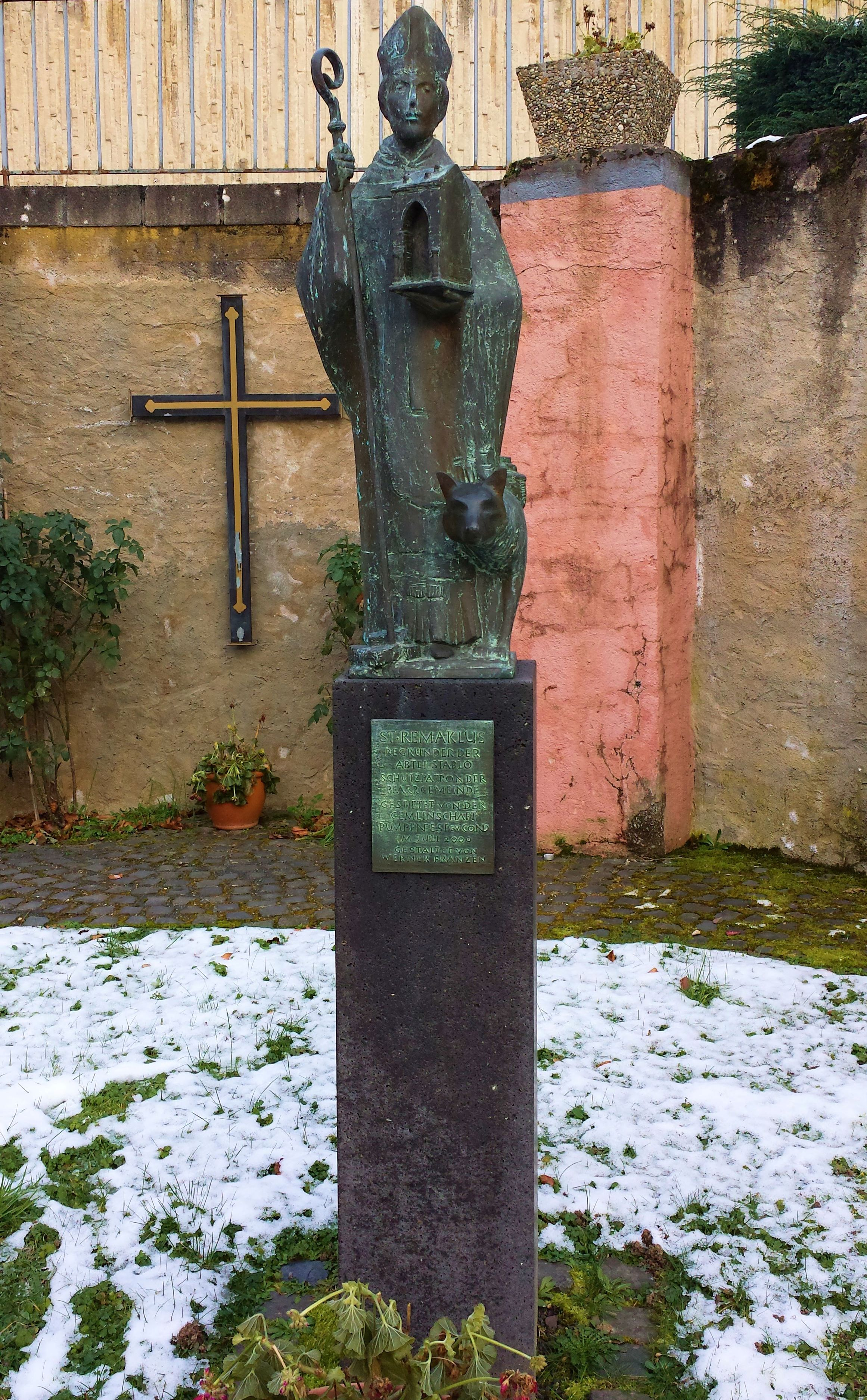
St. Remaclus mit dem Portal der Abteikirche von Stablo, Bronzestatue von Werner Franzen (2000), im alten Kirchenschiff
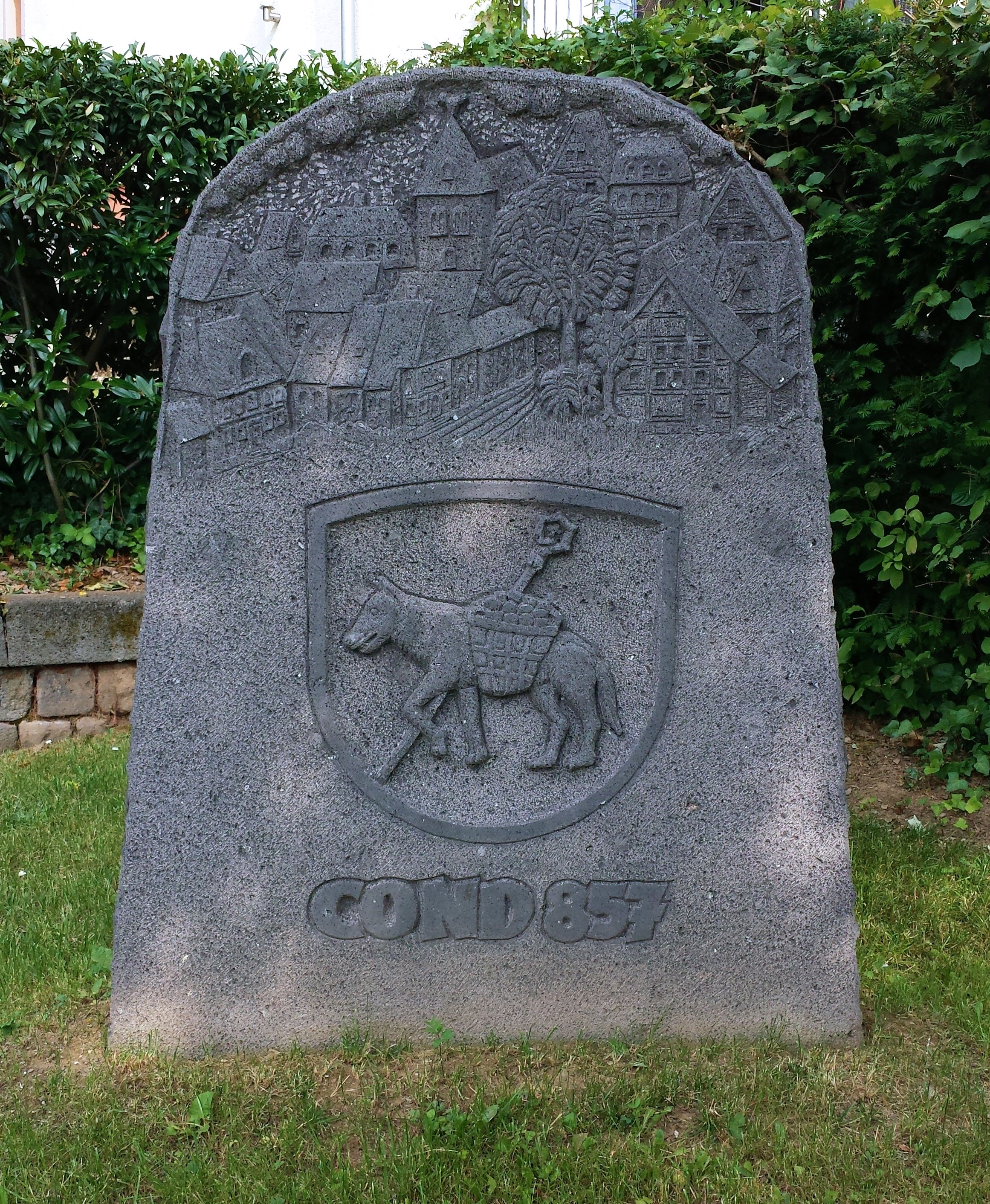
Historienstein mit dem Wappen der Abtei Stablo und der Jahreszahl 857, Basaltlava, 2016, von Karl-Rudolf Müller, neben dem alten Kirchenschiff
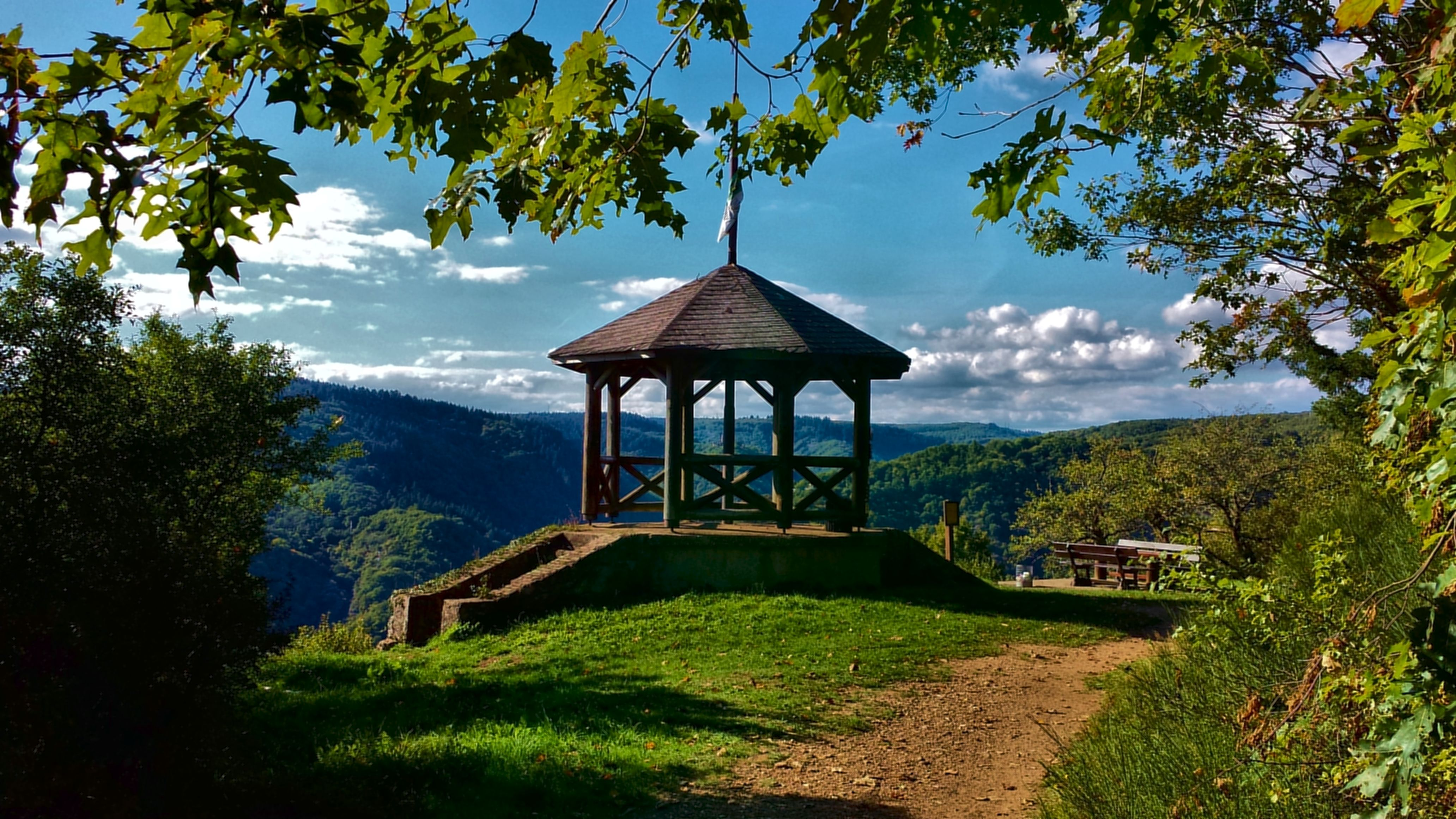
Die Conder Hütte mit der Wetterfahne